# Electrotècnia

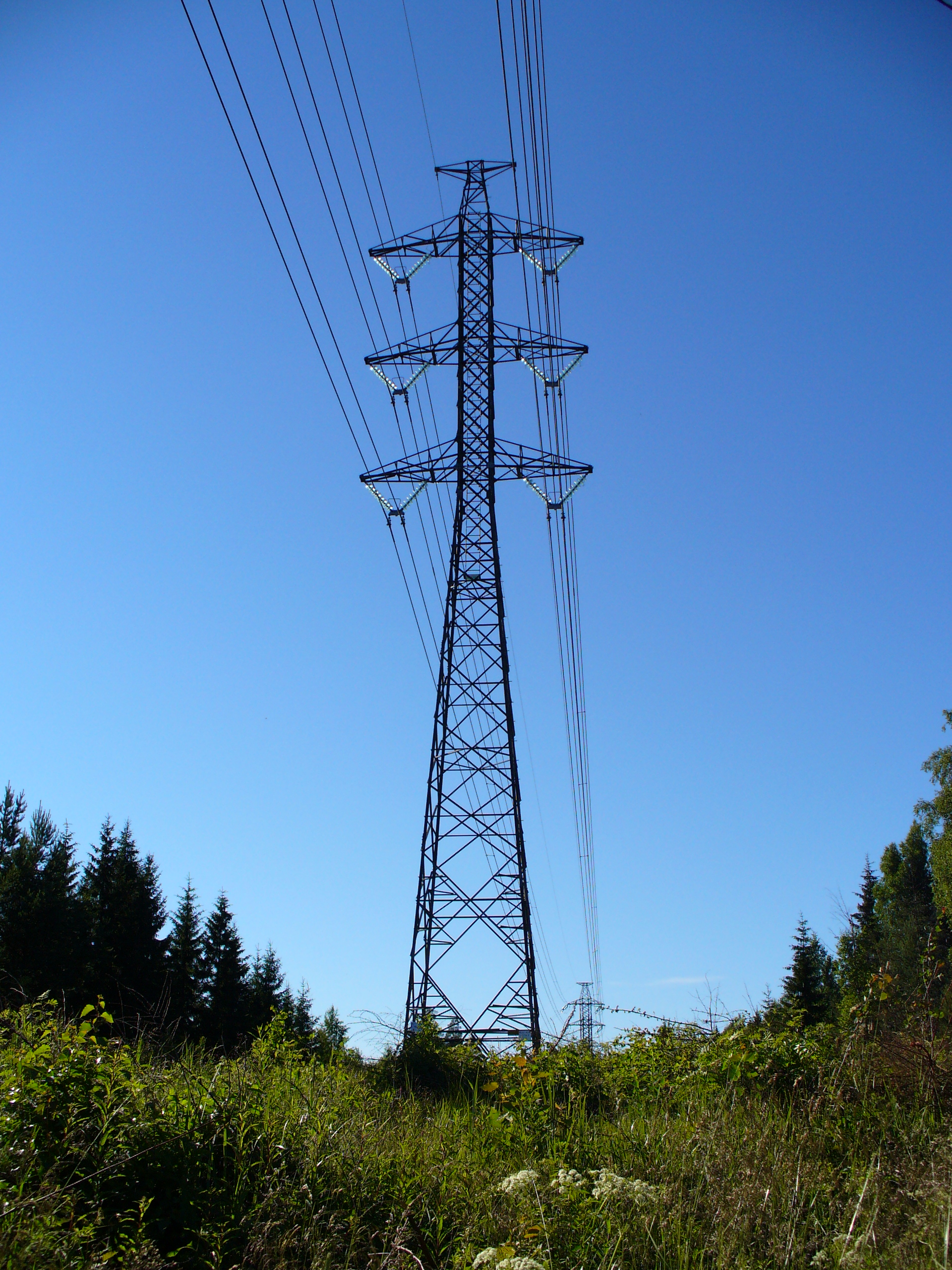
Cablejat elèctric a Hèlsinki, Finlàndia

L'electrotècnia o enginyeria elèctrica és la part de l'enginyeria que estudia les aplicacions de l'electricitat i l'electromagnetisme en general. És una ciència aplicada que es basa en els coneixements de ciències com la física, la química o les matemàtiques però els utilitza des d'un punt de vista pràctic i funcional. L'activitat va néixer a la segona meitat del segle xix, després de la comercialització del telègraf elèctric i de l'electricitat.
Aquesta disciplina s'ocupa de l'estudi i els desenvolupament de les aplicacions pràctiques de l'electricitat i el magnetisme per a ser utilitzades a diversos àmbits de l'activitat humana, com podrien ser el domèstic o la indústria. A partir del coneixement teòric dels fenòmens electromagnètics s'ocupa de dissenyar i construir circuits elèctrics, aparells elèctrics, màquines elèctriques o instal·lacions elèctriques. Un camp molt important de l'electrotècnia és el de la producció, el transport, la distribució, la transformació i la gestió de la utilització de l'energia elèctrica.

## Història
L'electricitat és una espècie de "moneda de canvi" en el camp de la conversió i l'ús d'energia. L'electricitat es pot obtenir de moltes formes diferents: mecànica (múscul, hidro, vent, vapor, generadors ICE, etc., triboelectricitat, piezoelectricitat, efecte Villari, experiment Mandelstam-Papaleksi), Tèrmica (termoparells, RTGs), químic (bateries galvàniques, acumuladors, piles de combustible, generadors MHD), lleuger (cèl·lules fotovoltaiques, nanoantenes), biològic (mioelectricitat, rajos elèctrics, anguila elèctrica), so (micròfons), inducció (antenes, rectennes), l'efecte Dorn. Al mateix temps, es poden realitzar processos inversos: la conversió d'electricitat en força mecànica (motors elèctrics, electroimants, magnetostricció, bombes MHD, experiments de Galvani, electroestimulació), calor (elements calefactors, escalfament per inducció, encès per espurna, elements Peltier), llum, radiació UV i IR (llums incandescents, LED, tubs de rajos catòdics), processos químics (electroquímica, plasmatrons, galvanoplàstia, galvanoplàstia), ones sonores (capçals dinàmics, emissors piezoelèctrics), radiació electromagnètica (antenes, magnetrons, llums d'ones viatgeres), electroforesis. Amb els mateixos mètodes, és possible registrar diversos paràmetres de dispositius industrials, domèstics i científics. Per tant, utilitzant un fenomen físic, és possible satisfer una gran varietat de necessitats humanes. Això és el que va proporcionar l'ús més ampli de l'electricitat en la vida moderna, la indústria i la investigació científica.
L'electricitat ha estat matèria d'interès científic des de principis del segle xvii. El primer enginyer elèctric va ser probablement William Gilbert qui va dissenyar el "versorium", un aparell que detectava la presència d'objectes estàticament carregats. Ell també va ser el primer a marcar una clara distinció entre electricitat magnètica i estàtica i se li atribueix la creació del terme electricitat. En 1775 l'experimentació científica d'Alessandro Volta va resultar en la creació de l'electròfor, un aparell que produïa càrrega elèctrica estàtica, i pel 1800 Volta va inventar la pila voltaica, el predecessor de la bateria elèctrica.

### Segle XIX

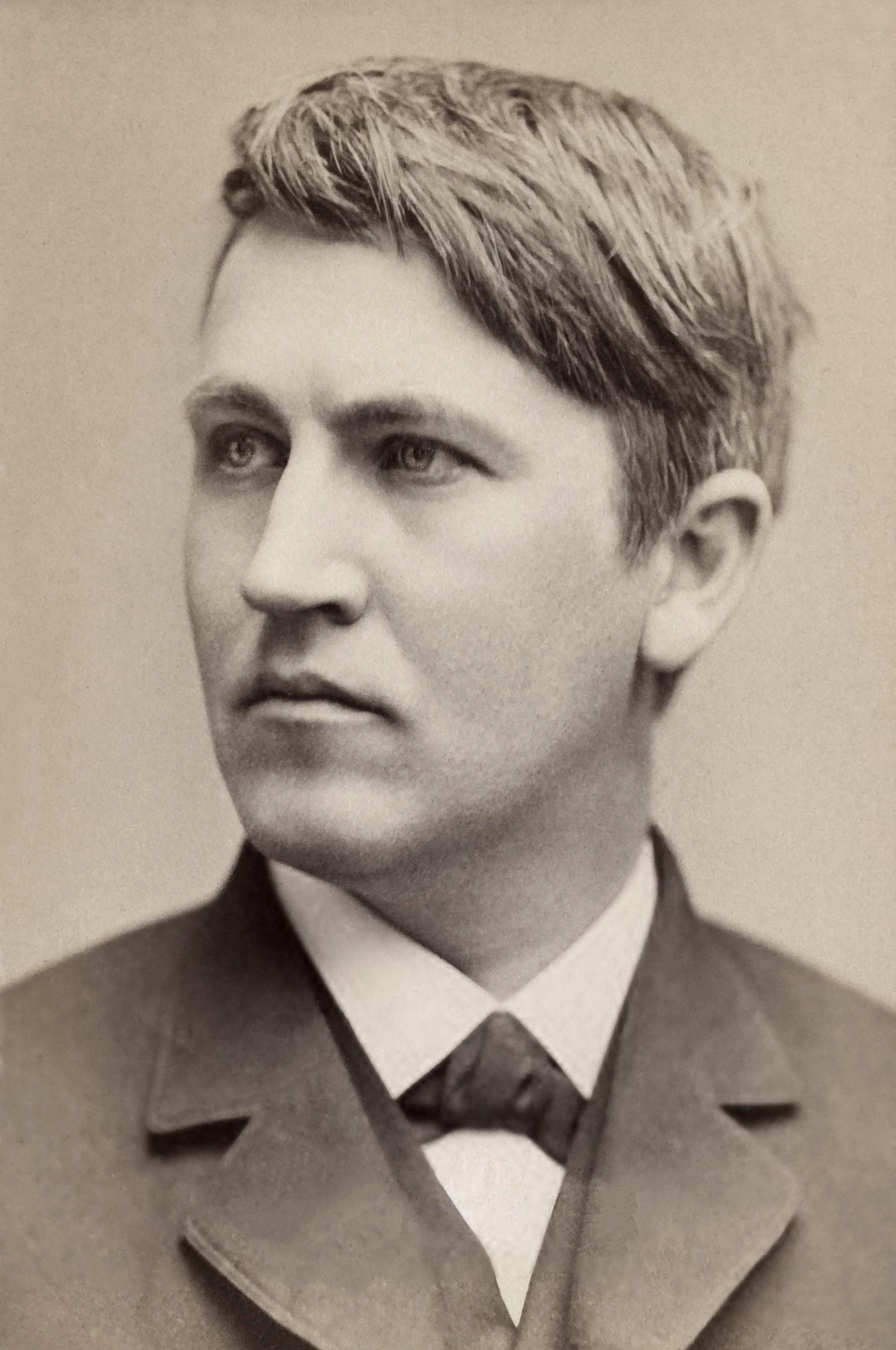
Thomas Edison va construir la primera xarxa d'energia elèctrica del món.

No obstant això, no va ser fins al segle xix que les investigacions dins de l'enginyeria elèctrica van començar a intensificar-se. Alguns dels desenvolupaments notables en aquest segle inclouen el treball de Georg Ohm, qui en 1827 va mesurar la relació entre corrent elèctric i la diferència de potencials en un conductor, Michael Faraday el que va descobrir la inducció electromagnètica en 1831, i James Clerk Maxwell, qui en 1873 va publicar la teoria unificada de l'electricitat i magnetisme en el seu tractat Electricity and Magnetism.

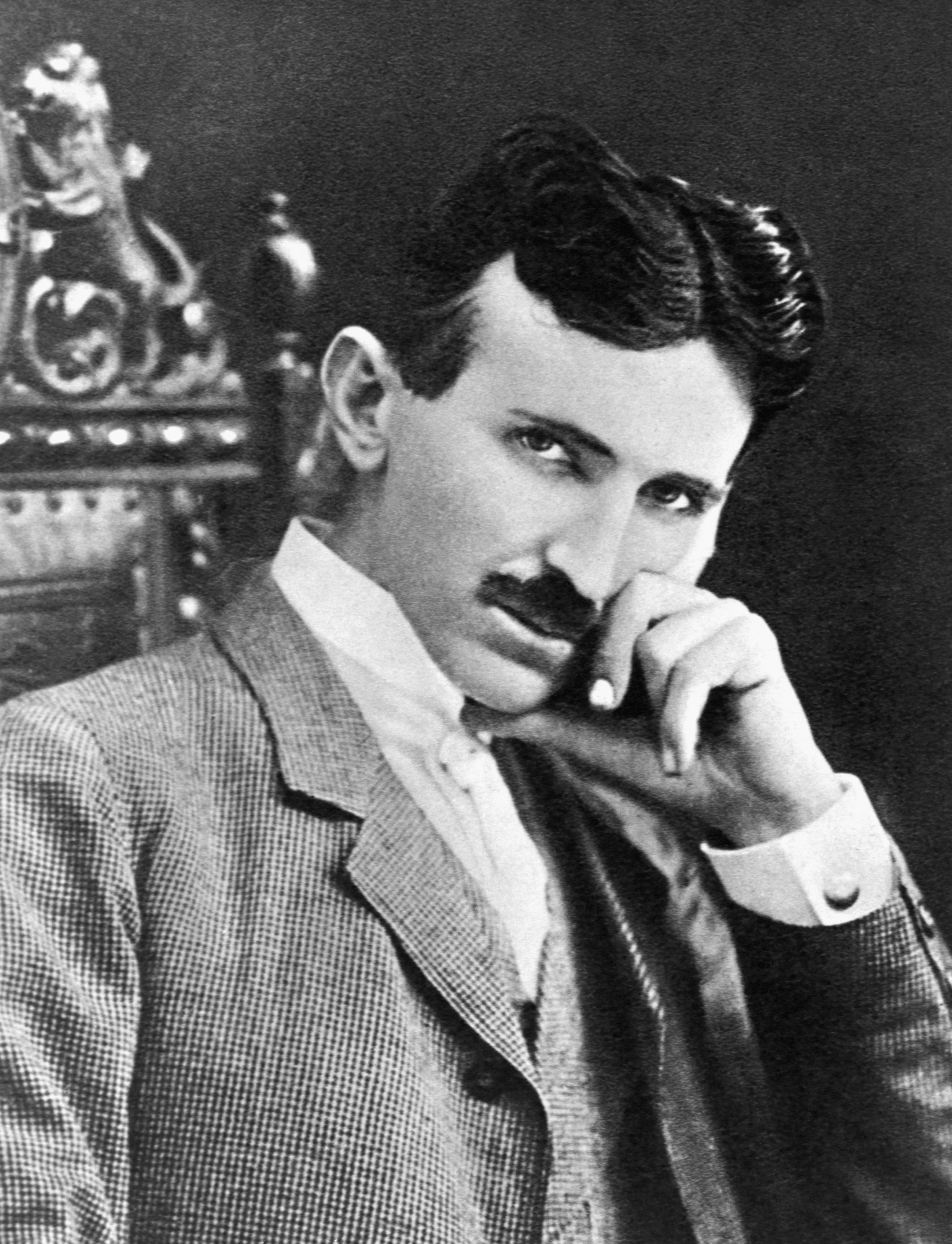
Nikola Tesla va fer possibles les xarxes de transmissió d'energia elèctrica de llarga distància.

Durant aquests anys, l'estudi de l'electricitat era àmpliament considerat com una branca de la física. No va ser fins a finals del segle xix que les universitats van començar a oferir carreres en enginyeria elèctrica. La Universitat Tècnica de Darmstadt va tenir la primera càtedra i facultat d'enginyeria elèctrica en 1882. En 1883 la Universitat Tècnica de Darmstadt i la Universitat Cornell van començar a donar els primers cursos d'enginyeria elèctrica, i en 1885 el University College de Londres va fundar la primera càtedra d'enginyeria elèctrica en el Regne Unit. La Universitat de Missouri va establir el primer departament d'enginyeria elèctrica als Estats Units en 1886.
Durant aquest període, el treball relacionat amb l'enginyeria elèctrica es va incrementar ràpidament. En 1882, Thomas Edison va encendre la primera xarxa d'energia elèctrica de gran escala que proveïa 110 volts de corrent continu a 59 clients en el baix Manhattan. En 1887, Nikola Tesla va omplir un nombre de patents sobre una forma de distribució d'energia elèctrica coneguda com corrent altern. En els anys següent una amarga rivalitat entre Edison i Tesla, coneguda com "La guerra dels corrents", va prendre lloc sobre el millor mètode de distribució. Finalment, el corrent altern va substituir al corrent continu, mentre s'expandia i es millorava l'eficiència de les xarxes de distribució energètica.

### Els desenvolupaments més moderns

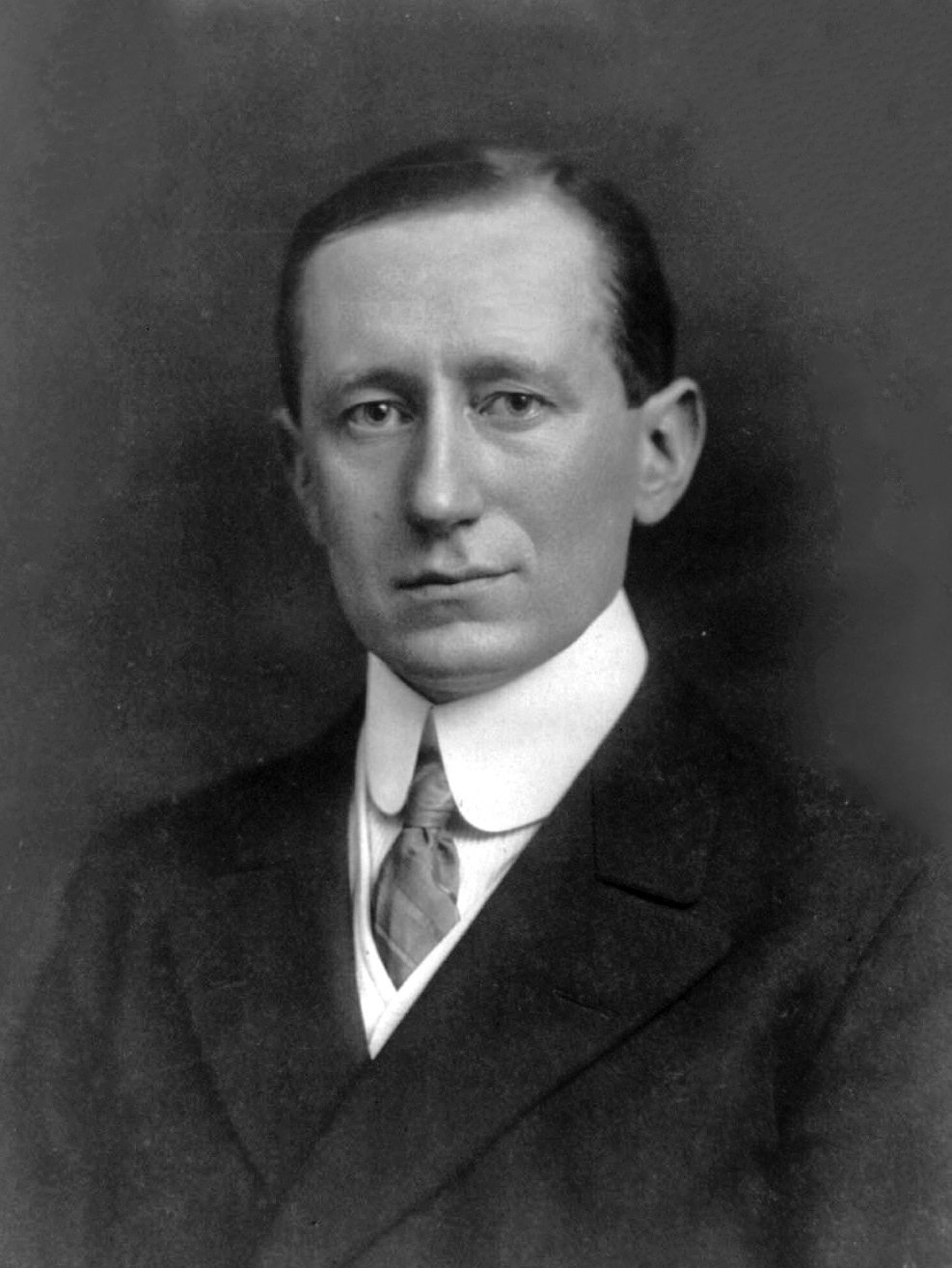
Guglielmo Marconi, conegut pel seu treball pioner en la transmissió de radi de llarga distància.

Durant el desenvolupament de la ràdio, molts científics i inventors van contribuir a la tecnologia de la ràdio i l'electrònica. En els seus experiments de la física clàssica de 1888, Heinrich Hertz transmet ones de ràdio amb un transmissor d'espurna, i els va detectar mitjançant l'ús de dispositius elèctrics senzills. El treball matemàtic de James Clerk Maxwell en 1850 va demostrar la possibilitat de les ones de ràdio, però Hertz va ser el primer a demostrar la seva existència. En 1895, Nikola Tesla va ser capaç de detectar senyals de ràdio des del transmissor en el seu laboratori a la ciutat de Nova York a uns 80 quilòmetres de distància, a West Point, Nova York.
En 1897, Karl Ferdinand Braun va introduir el tub de raigs catòdics com a part d'un oscil·loscopi, una tecnologia que seria crucial per al desenvolupament de la televisió. John Fleming va inventar el primer tub de radi, el díode, en 1904. Dos anys més tard, Robert von Lieben i Lee De Forest van desenvolupar independentment el tub amplificador, denominat tríode. En 1895, Guglielmo Marconi van promoure l'art de mètodes sense fils hertzianes. Al principi, va enviar senyals sense fils a una distància d'una milla i mitjana. Al desembre de 1901, va enviar ones sense fils que no van ser afectades per la curvatura de la Terra. Marconi després transmet els senyals sense fils a través de l'Atlàntic entre Poldhu, Cornualla, i Saint John's de Terranova, una distància 3.400 quilòmetres. En 1920 Albert Hull va desenvolupar el magnetró que finalment condueix al desenvolupament del forn de microones en 1946 per Percy Spencer. En 1934, l'exèrcit britànic va començar a fer passos cap al radar (que també utilitza el magnetró) sota la direcció del Dr. Wimperis, que va culminar en l'operació de la primera estació de radar en Bawdsey a l'agost de 1936.
En 1941 Konrad Zuse va presentar el Z3, el primer ordinador completament funcional i programable del món a través de peces electromecàniques. En 1943 Tommy Flowers va dissenyar i va construir el Colossus, primer equip completament funcional, electrònic, digital i programable del món. En 1946, l'ENIAC (Electronic Numerical Integrator and Computer) de John Presper Eckert i John Mauchly seguit, de l'inici de l'era de la computació. El rendiment de l'aritmètica d'aquestes màquines va permetre als enginyers desenvolupar noves tecnologies completament i aconseguir nous objectius, entre ells el programa Apol·lo, que va culminar amb astronautes a la Lluna.

### Un gran avanç en l'electrònica completa - transistors d'estat sòlid
La invenció del transistor a finals de 1947 per William B. Shockley, John Bardeen i Walter Brattain dels Laboratoris Bell va obrir la porta per als dispositius més compactes i va portar al desenvolupament del circuit integrat en 1958 per Jack Kilby i de forma independent en 1959 per Robert Noyce. A partir de 1968, Ted Hoff i un equip de la Intel Corporation va inventar el primer comercial de microprocessador, que anunciava l'ordinador personal. El Intel 4004 va ser un processador de quatre bits llançat en 1971, però en 1973, el Intel 8080, un processador de vuit bits, va fer possible el primer ordinador personal, el Altair 8800.

## Àrees de coneixement
L'enginyeria elèctrica aplica coneixements de ciències com la física i la matemàtica.
Considerant que aquesta branca de l'enginyeria resulta més abstracta que unes altres, la formació d'un enginyer elèctric requereix una base matemàtica que permeti l'abstracció i enteniment dels fenòmens electromagnètics.
Després d'aquest tipus d'anàlisi ha estat possible comprendre aquesta branca de la física, mitjançant un conjunt d'equacions i lleis que governen els fenòmens elèctrics i magnètics. Per exemple, el desenvolupament de les lleis de Maxwell permet descriure els fenòmens electromagnètics i formen la base de la teoria de l'electromagnetisme. En l'estudi del corrent elèctric, la base teòrica part de la llei d'Ohm i les lleis de Kirchhoff.
A més calen coneixements generals de mecànica i de ciència de materials, per a la utilització adequada de materials adequats per a cada aplicació.
Un enginyer elèctric ha de tenir coneixements bàsics d'altres àrees afins, perquè molts problemes que es presenten en enginyeria són complexos i interdisciplinaris.
Ha de comprendre i dominar els components dels sistemes elèctrics de potència.

## Àrees d'acompliment

### Generació d'energia elèctrica

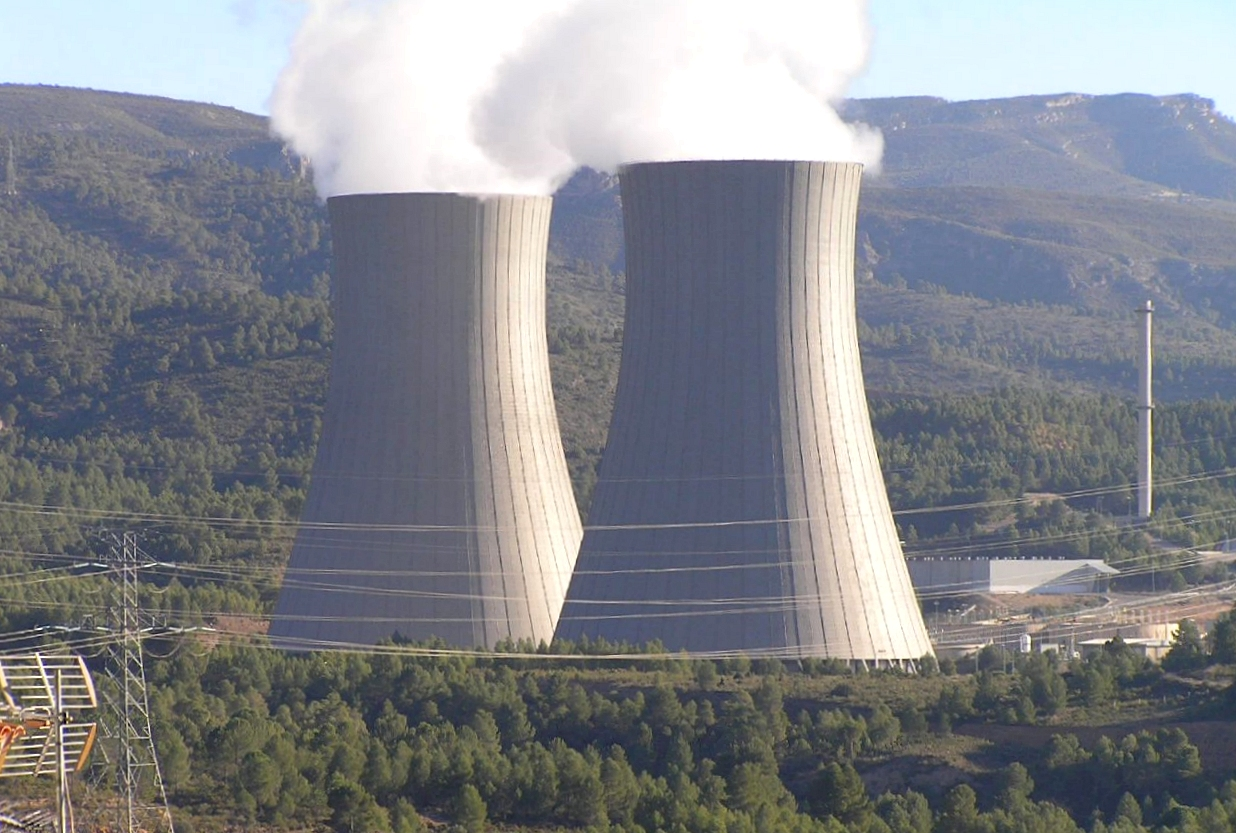
Planta d'energia nuclear.

La generació d'electricitat és el procés de generar energia elèctrica a partir de fonts d'energia primària. Per als serveis públics de la indústria d'energia elèctrica, és l'etapa prèvia al seu lliurament (transmissió, distribució, etc.) als usuaris finals o el seu emmagatzematge (utilitzant, per exemple, el mètode d'emmagatzematge per bombament). Comprèn la selecció, disseny i construcció d'instal·lacions.
L'electricitat no està disponible gratuïtament en la naturalesa, per la qual cosa ha de ser "produïda" (és a dir, transformant altres formes d'energia en electricitat). La producció es duu a terme en centrals elèctriques. L'electricitat es genera amb major freqüència en una central elèctrica mitjançant generadors electromecànics, impulsats principalment per motors tèrmics alimentats per combustió o fissió nuclear, però també per altres mitjans, com l'energia cinètica de l'aigua que flueix i el vent. Altres fonts d'energia inclouen energia solar fotovoltaica i energia geotèrmica.

### Automatització, control, comunicació i instrumentació de centrals elèctriques
Una central elèctrica és una instal·lació industrial per a la generació d'energia elèctrica. Les centrals elèctriques generalment estan connectades a una xarxa elèctrica.
Una central elèctrica conté milers de components i equips, com a motors, bombes o vàlvules, que han de funcionar de manera ben coordinada. Aquesta coordinació es realitza mitjançant sistemes d'instrumentació i control (I&C). Aquests sistemes permeten al personal de la planta controlar l'estat de la central elèctrica de manera més efectiva, identificar oportunitats per millorar l'acompliment dels equips i sistemes, i anticipar, comprendre i respondre a problemes potencials. Bàsicament, el propòsit dels sistemes d'I&C en les centrals elèctriques és permetre i donar suport a la generació d'energia segura i confiable mitjançant el control dels processos de la planta.
L'arquitectura del sistema I&C, juntament amb el personal d'operacions de la planta, actua com el "sistema nerviós central" d'una central elèctrica.
A través dels seus elements constitutius, tals com a equips, mòduls, sensors, transmissors, motors, vàlvules i uns altres, el sistema d'I&C detecta els paràmetres de la planta, controla l'acompliment, integra informació i fa ajustos automàtics a les operacions de la central elèctrica segons sigui necessari. També respon a falles i esdeveniments anormals, assegurant així una producció d'energia eficient i seguretat. Es presta especial atenció al disseny, prova, operació, manteniment, concessió de llicències, operació i modernització dels sistemes d'I&C.
.Els sistemes d'automatització per a plantes d'energia s'han tornat cada vegada més sofisticats gràcies a importants avanços en maquinari i programari informàtics. A més de proporcionar un major grau d'automatització de la planta, aquests avanços també han proporcionat la capacitat de controlar més de prop tots els processos d'una planta d'energia. Això, al seu torn, ha significat que les operacions de la planta es poden optimitzar contra una varietat de paràmetres per proporcionar una major eficiència i una major flexibilitat.
Aquests sistemes avançats milloren el rendiment de tota la planta i, en conseqüència, l'economia i la seguretat de les centrals elèctriques presents i futures. Els sistemes de control i mesurament digitals moderns també poden contribuir a la seguretat física i cibernètica, si es dissenyen amb la seguretat com un requisit fonamental.

### Automatització, control, comunicació i instrumentació de subestacions elèctriques
Una subestació és part d'un sistema de generació, transmissió i distribució elèctrica. Les subestacions transformen el voltatge d'alt a baix, o a l'inrevés, o realitzen qualsevol de diverses altres funcions importants. Entre l'estació generadora i el consumidor, l'energia elèctrica pot fluir a través de diverses subestacions a diferents nivells de voltatge. Una subestació pot incloure transformadors per canviar els nivells de voltatge entre voltatges de transmissió alts i voltatges de distribució més baixos, o en la interconnexió de dos voltatges de transmissió diferents.

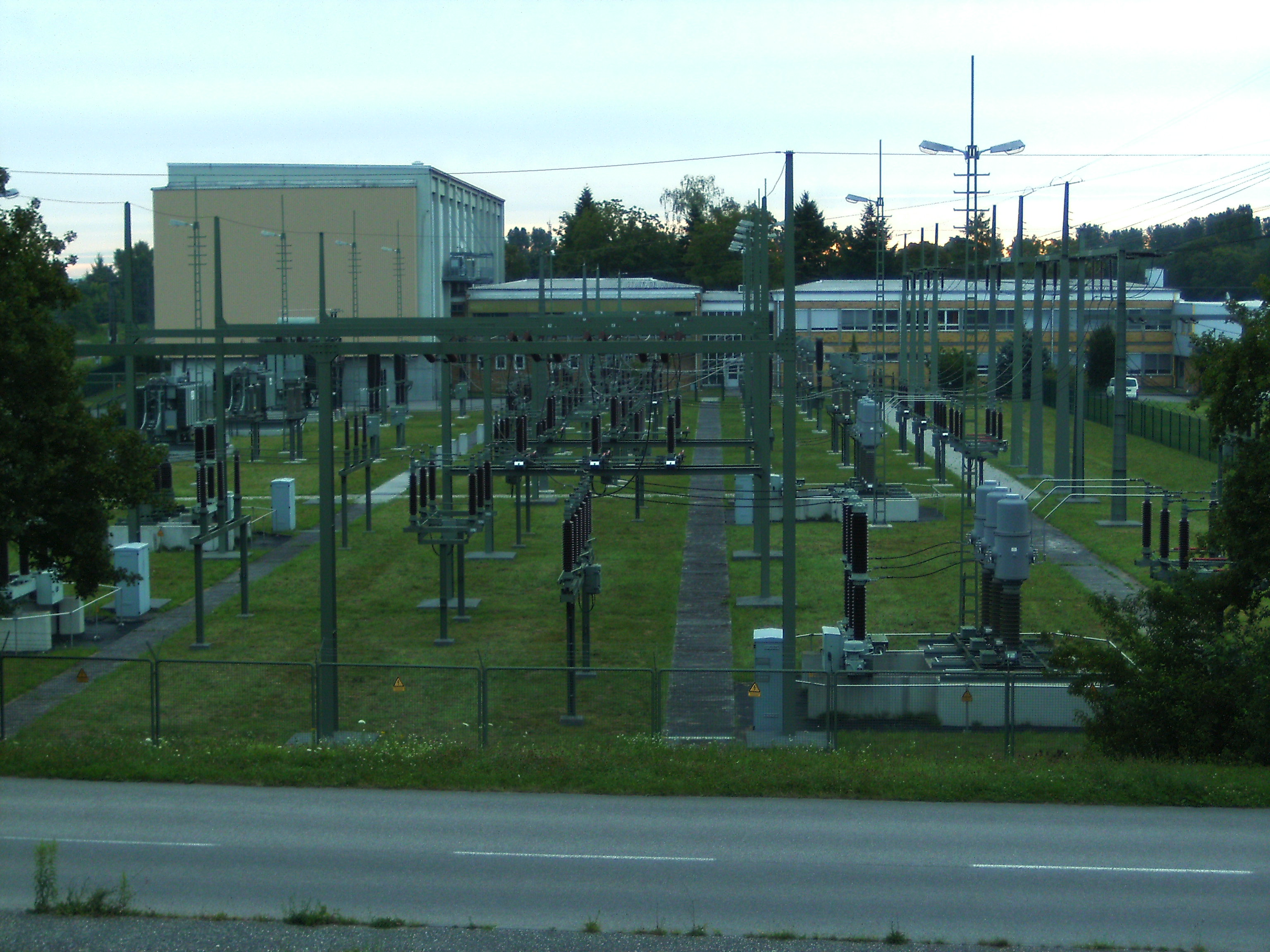
Subestació de tracció

Amb la introducció de la tecnologia de microprocessadors, els dispositius de control i protecció digital es van tornar més intel·ligents. Els nous dispositius electrònics intel·ligents (IED) poden recopilar i registrar informació sobre molts paràmetres diferents d'un sistema, processar-los basant-se en una lògica complexa en una fracció de segon i prendre decisions sobre situacions anormals per enviar comandos de control a interruptors i disjuntors per eliminar el problema.
A més de la seva capacitat de processament superior, els dispositius de subestació moderns també poden emmagatzemar informació en el seu emmagatzematge intern durant un cert període i transferir aquesta informació a aplicacions de tercers per al seu posterior estudi i anàlisi. Els IED ara poden enviar informació a un usuari local o remot a través de diferents tipus de comunicació. Això brinda als operadors més flexibilitat sobre com i quan processar la informació per proporcionar un temps de recuperació ràpid d'una interrupció en la subestació.
Amb més informació disponible de forma remota, es van desenvolupar nous sistemes de supervisió per facilitar la tasca d'un administrador de sistemes al centre de control. Un sistema de control de supervisió i adquisició de dades (SCADA) pot recopilar informació de diversos IED en un sistema elèctric a través de diferents mètodes de comunicació i després controlar-los i controlar-los utilitzant diverses tecnologies de visualització, fins i tot automatitzant la tasca de supervisió basada en paràmetres i algorismes predefinits.
S'implementa una interfície home-màquina (HMI) en cada subestació per proporcionar als operadors les capacitats de control local que sovint són necessàries durant la configuració, posada en servei o manteniment de la subestació.

### Transmissió d'energia elèctrica

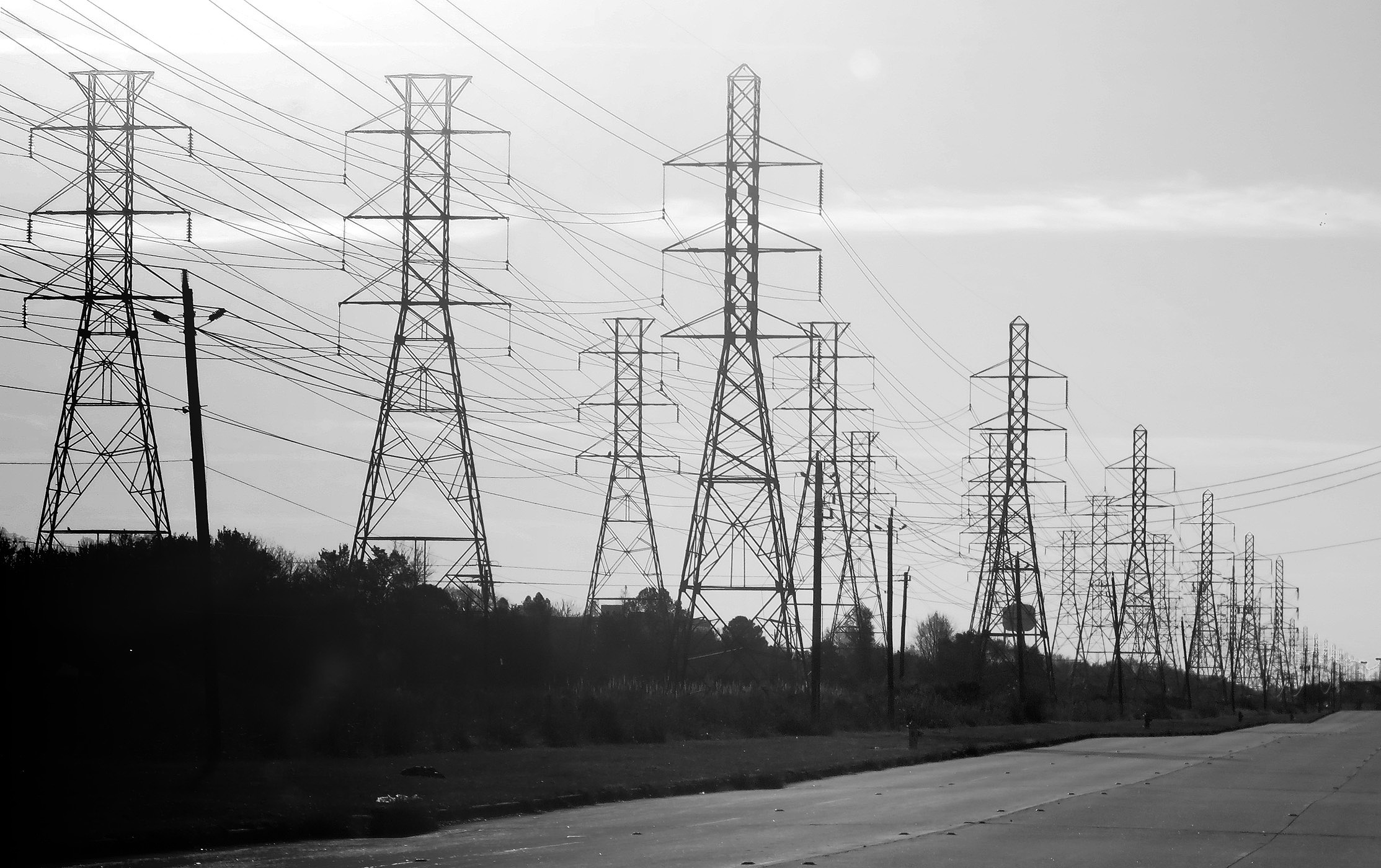
Torres d'alta tensió.

La transmissió d'energia elèctrica és el moviment massiu d'energia elèctrica des d'un lloc de generació, com una planta d'energia, a una subestació elèctrica. Les línies interconnectades que faciliten aquest moviment es coneixen com a xarxa de transmissió. Això és diferent del cablejat local entre les subestacions d'alt voltatge i els clients, que generalment es coneix com a distribució d'energia elèctrica. La xarxa combinada de transmissió i distribució és part del lliurament d'electricitat, coneguda com a xarxa elèctrica.
La transmissió eficient implica reduir els corrents augmentant el voltatge abans de la transmissió i disminuint-ho en una subestació en l'extrem més allunyat. Per a la transmissió d'energia de CA, la pujada i baixada es realitza mitjançant transformadors.
Una xarxa síncrona d'àrea àmplia, també coneguda com a "interconnexió" a Amèrica del Nord, connecta directament molts generadors que subministren energia de CA amb la mateixa freqüència relativa a molts consumidors. Per exemple, hi ha quatre interconnexions principals a Amèrica del Nord (la interconnexió occidental, la interconnexió oriental, la interconnexió de Quebec i la xarxa del Consell de Confiabilitat Elèctrica de Texas (ERCOT)). A Europa, una gran xarxa connecta la major part d'Europa continental.
Històricament, les línies de transmissió i distribució eren propietat de la mateixa empresa, però a partir de la dècada de 1990, molts països han liberalitzat la regulació del mercat elèctric de formes que han portat a la separació del negoci de transmissió d'electricitat del negoci de distribució.

### Distribució d'energia elèctrica

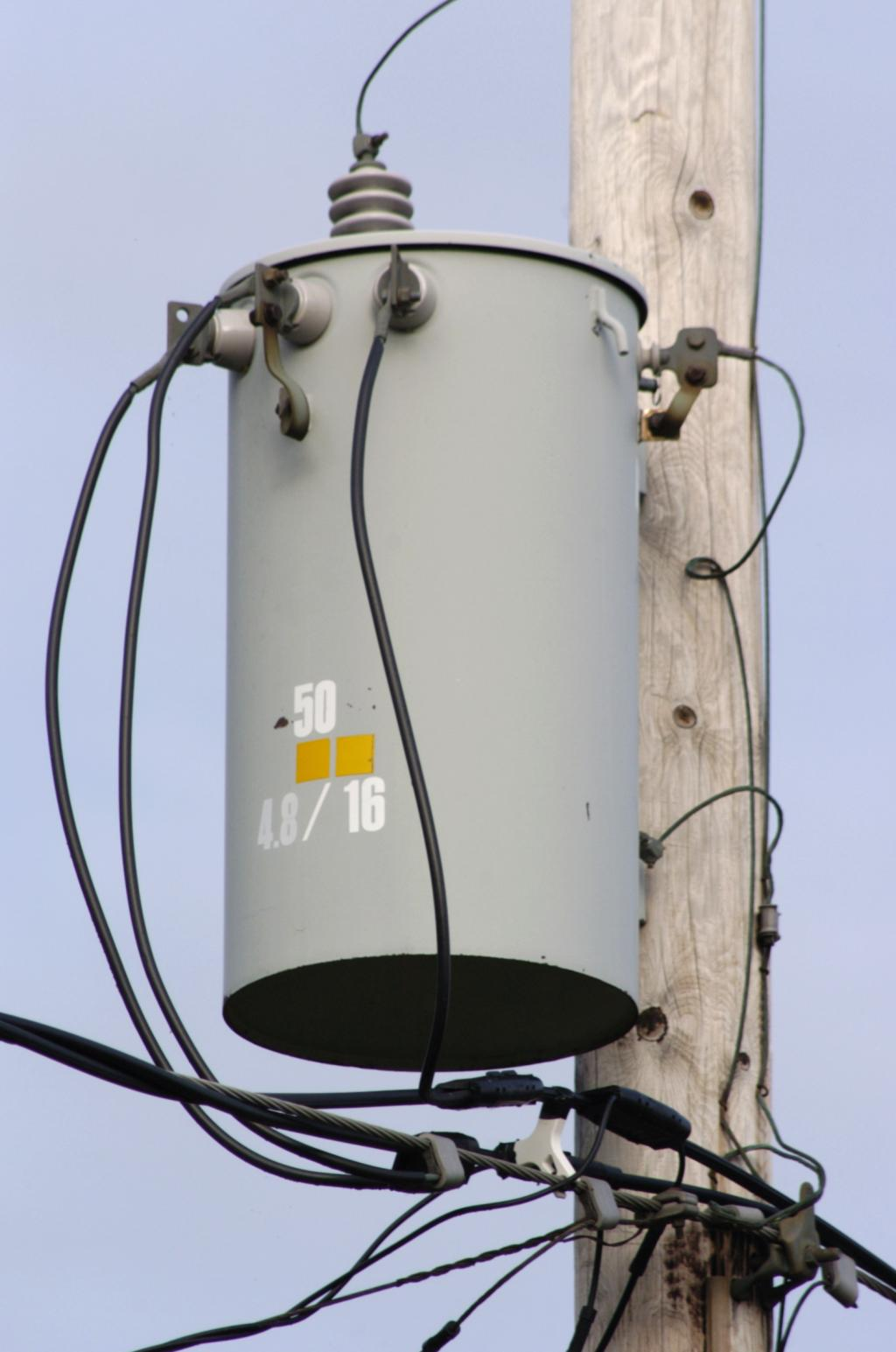
Un transformador de distribució muntat en pal de 50 kVA.

La distribució d'energia elèctrica és l'etapa final en el lliurament d'energia elèctrica ; porta electricitat des del sistema de transmissió als consumidors individuals. Les subestacions de distribució es connecten al sistema de transmissió i baixen la tensió de transmissió a mitja tensió entre 2 kV i 35 kV amb l'ús de transformadors. Les línies de distribució primàries porten aquesta energia de mitja tensió als transformadors de distribució situats prop de les instal·lacions del client. Els transformadors de distribució tornen a baixar la tensió a la tensió d'utilització utilitzada per la il·luminació, els equips industrials i els electrodomèstics. Sovint, diversos clients es proveeixen des d'un transformador a través de línies de distribució secundàries. Els clients comercials i residencials estan connectats a les línies de distribució secundàries a través de caigudes de servei. Els clients que exigeixen una quantitat d'energia molt major poden connectar-se directament al nivell de distribució principal o al subtransmissor nivell.
Traçat general de xarxes elèctriques. Els voltatges i càrregues són típics d'una xarxa europea.
La transició de transmissió a distribució ocorre en una subestació d'energia, que té les següents funcions: 
- Els disjuntors i interruptors permeten desconnectar la subestació de la xarxa de transport o desconnectar les línies de distribució.
- Els transformadors redueixen els voltatges de transmissió, 35 kV o més, fins a tensions de distribució primària. Aquests són circuits de mitja tensió, generalment 600-35.000 V.
- Des del transformador, l'energia va a la barra col·lectora que pot dividir l'energia de distribució en múltiples direccions. L'autobús distribueix energia a les línies de distribució, que es distribueixen als clients.

La distribució urbana és principalment subterrània, de vegades en conductes de serveis públics comuns. La distribució rural és principalment sobre el sòl amb pals de serveis públics, i la distribució suburbana és una barreja. Més a prop del client, un transformador de distribució redueix l'energia de distribució primària a un circuit secundari de baix voltatge, generalment 120/240V.
Instal·lacions elèctriques

Revisió d'instal·lacions elèctriques.

Una instal·lació elèctrica és el conjunt de circuits elèctrics que té com a objectiu dotar d'energia elèctrica a edificis, instal·lacions, llocs públics, infraestructures, etc. Inclou els equips necessaris per assegurar el seu correcte funcionament i la connexió amb els aparells elèctrics corresponents.
La seva funció principal és la transformació de l'energia elèctrica en altres tipus d'energia. Són les instal·lacions antagòniques a les instal·lacions generadores.
Per a corrents molt alts en aparells elèctrics i per a corrents alts distribuïts a través d'un edifici, es poden usar barres col·lectores. (El terme "bus" és una contracció del llatí òmnibus, que significa "per tots"). Cada conductor viu d'un sistema d'aquest tipus és una peça rígida de coure o alumini, generalment en barres planes (però de vegades com a canonada o altres formes). Les barres col·lectores obertes mai s'usen en àrees d'accés públic, encara que s'usen en plantes de fabricació i patis de distribució de companyies elèctriques per obtenir el benefici del refredament per aire. Una variació és utilitzar cables pesats, especialment quan és desitjable traslladar o "enrotllar" fases.
En aplicacions industrials, les barres conductores sovint s'assemblen prèviament amb aïlladors en envolupants amb connexió a terra. Aquest conjunt, conegut com a conducte de bus o via de bus, es pot utilitzar per a connexions a ajuntar de gran grandària o per portar l'alimentació d'energia principal a un edifici. Una forma de conducte de bus conegut com a "bus endollable" s'utilitza per distribuir energia al llarg d'un edifici; està construït per permetre la instal·lació d'interruptors de derivació o controladors de motor en llocs designats al llarg de l'autobús. El gran avantatge d'aquest esquema és la capacitat d'eliminar o agregar un circuit derivat sense eliminar el voltatge de tot el conducte.
Els panells elèctrics són caixes de connexions de fàcil accés que s'utilitzen per desviar i canviar els serveis elèctrics. El terme s'usa sovint per referir-se a panells d'interruptors o caixes de fusibles. Els codis locals poden especificar l'espai lliure físic al voltant dels panells.

### Protecció del sistema d'energia

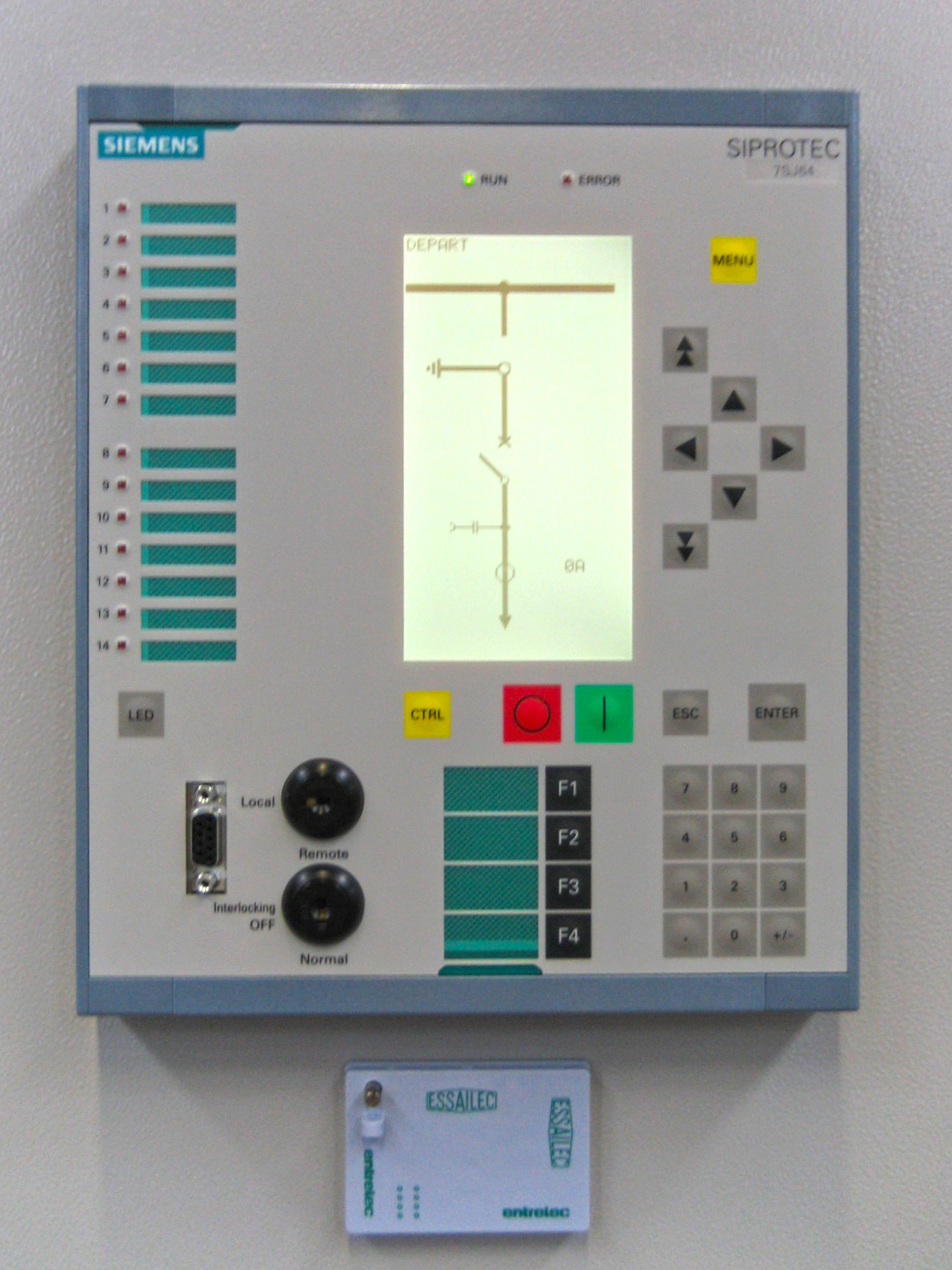
Relé de protecció multifunció digital (numèric) per a xarxes de distribució.

La protecció del sistema d'energia és una branca de l'enginyeria d'energia elèctrica que s'ocupa de la protecció dels sistemes d'energia elèctrica contra falles a través de la desconnexió de les parts defectuoses de la resta de la xarxa elèctrica. L'objectiu d'un esquema de protecció és mantenir estable el sistema d'energia aïllant solament els components que tenen falles, deixant la major part de la xarxa encara en funcionament. Per tant, els esquemes de protecció han d'aplicar un enfocament molt pragmàtic i pessimista per eliminar les falles del sistema. Els dispositius que s'utilitzen per protegir els sistemes d'energia de falles es denominen dispositius de protecció.
Els sistemes de protecció solen constar de cinc components:
- Transformadors de corrent i voltatge per reduir els alts voltatges i corrents del sistema d'energia elèctrica a nivells convenients perquè els relés els manegin.
- Relés de protecció per detectar la falla i iniciar una ordre de tret o desconnexió
- Disjuntors per obrir / tancar el sistema segons els comandos de relé i reenganxador automàtic
- Bateries per proporcionar energia en cas de desconnexió d'energia en el sistema
- Canals de comunicació per permetre l'anàlisi de corrent i voltatge en terminals remots d'una línia i permetre el tret remot de l'equip.

Per a parts d'un sistema de distribució, els fusibles són capaços de detectar i desconnectar falles.
Poden ocórrer falles en cada part, com a falles d'aïllament, línies de transmissió caigudes o trencades, funcionament incorrecte dels disjuntors, curtcircuits i circuits oberts. Els dispositius de protecció s'instal·len amb l'objectiu de protegir els actius i garantir el subministrament continu d'energia.
El tauler de distribució és una combinació d'interruptors de desconnexió elèctrica, fusibles o disjuntors utilitzats per controlar, protegir i aïllar equips elèctrics. Els interruptors són segurs per obrir-se sota corrent de càrrega normal (alguns interruptors no són segurs per operar sota condicions normals o anormals), mentre que els dispositius de protecció són segurs per obrir-se sota corrent de falla. Els equips molt importants poden tenir sistemes de protecció completament redundants i independents, mentre que una línia de distribució secundària menor pot tenir una protecció molt simple i de baix cost.
Coordinació
La coordinació de dispositius de protecció és el procés de determinar el "millor ajust" de la interrupció del corrent quan ocorren condicions elèctriques anormals. L'objectiu és minimitzar una interrupció en la major mesura possible. Històricament, la coordinació dels dispositius de protecció es realitzava en paper de registre translúcid. Els mètodes moderns normalment inclouen anàlisis i informes detallats per ordinador.
La coordinació de la protecció també es maneja dividint el sistema d'energia en zones protectores. Si ocorregués una falla en una zona determinada, s'executaran les accions necessàries per aïllar aquesta zona de tot el sistema. Les definicions de zona inclouen generadors, busos, transformadors, línies de transmissió i distribució i motors. A més, les zones posseeixen les següents característiques: zones superposades, les regions superposades indiquen interruptors automàtics i tots els interruptors automàtics en una zona determinada amb una falla s'obriran per aïllar la falla. Les regions superposades es creen mitjançant dos conjunts de transformadors d'instruments i relés per a cada interruptor automàtic. Estan dissenyats per a redundància per eliminar àrees desprotegides; no obstant això, les regions superposades estan dissenyades per romandre el més petites possible, de manera que quan ocorre una falla en una regió de superposició i les dues zones que abasten la falla estan aïllades, el sector del sistema d'energia que es perd del servei és encara petit malgrat les dues zones. estar aïllat

### Manteniment elèctric i electromecànic
El manteniment elèctric i electromecànic cobreix tots els aspectes de prova, control, reparació i reemplaçament d'elements de qualsevol sistema elèctric i mecànics associats a aquests.

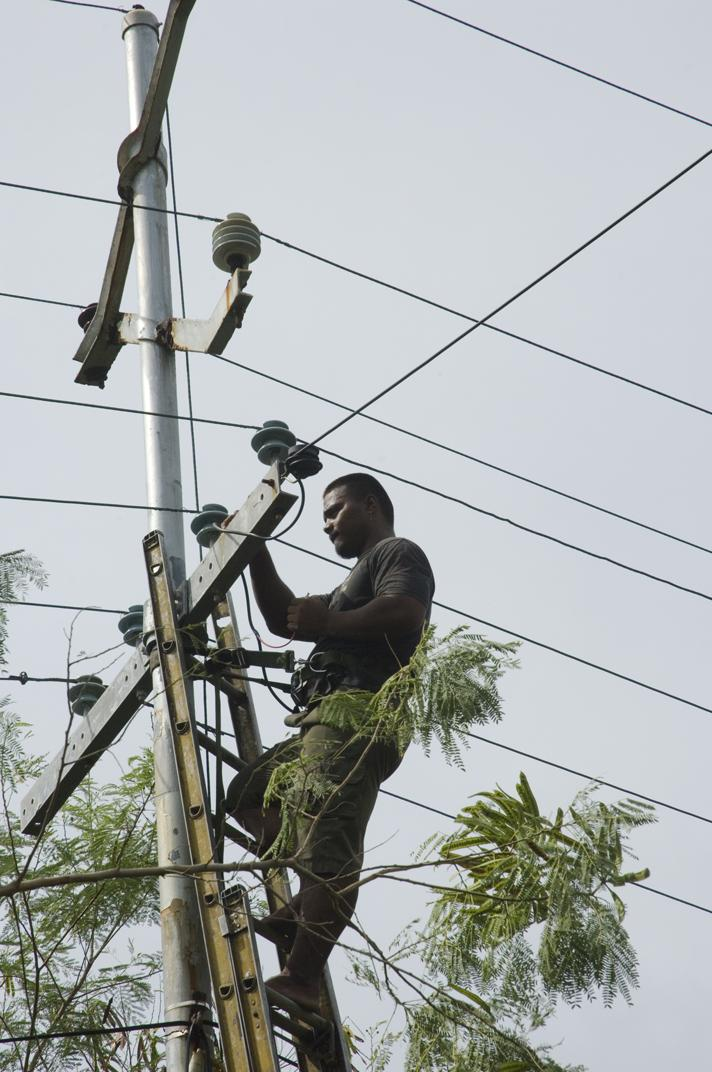
Manteniment de línies de transmissió.

Generalment realitzat per un professional autoritzat amb un coneixement complet del Codi Elèctric Nacional i les regulacions locals, el manteniment elèctric cobreix àrees tan diverses com:
- Motors
- Generadors
- Transformadors.
- Altres màquines elèctriques
- Sistemes d'il·luminació
- Protecció contra sobretensions
- Línies de transmissió
- Instal·lacions elèctriques
Amb una major dependència tant de la recopilació de dades com de la maquinària executada per programari d'ordinador, el manteniment elèctric és més vital que mai. La falla d'un sol component en el sistema elèctric pot causar un temps d'inactivitat extens o pèrdua de dades.

## Mercat de l'electricitat
En termes econòmics, l'electricitat és un ben que es pot comprar, vendre i comerciar. Un mercat d'electricitat, també d'intercanvi d'energia o PX, és un sistema que permet compres, a través de licitacions de compra; vendes, a través d'ofertes de venda; i negociació a curt termini, generalment en forma de permutes financeres o d'obligacions. Les licitacions i ofertes utilitzen principis d'oferta i demanda per fixar el preu. Les transaccions a llarg termini són contractes similars als acords de compra d'energia i generalment es consideren transaccions bilaterals privades entre contraparts.

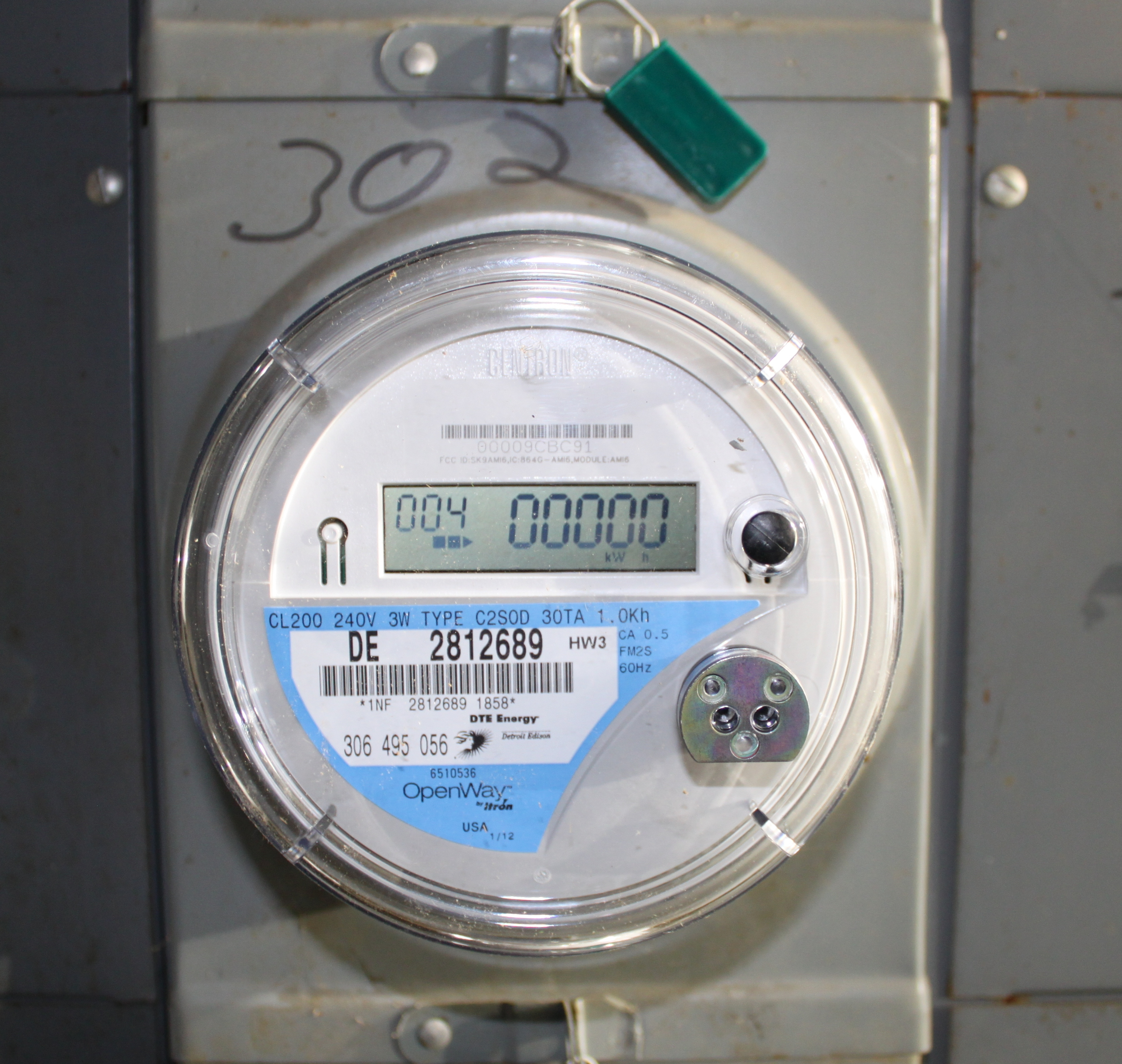
Mesurador d'electricitat.

Les transaccions a l'engròs (licitacions i ofertes) d'electricitat solen ser compensades i liquidades per l'operador del mercat o una entitat independent de propòsit especial a càrrec exclusivament d'aquesta funció. Els operadors del mercat no compensen les operacions, però sovint requereixen coneixement del comerç per mantenir la generació i l'equilibri de càrrega. Els productes bàsics dins d'un mercat elèctric generalment consisteixen en dos tipus: potència i energia. La potència és la taxa de transferència elèctrica neta mesura en un moment donat i es mesura en megavats (MW). L'energia és l'electricitat que flueix a través d'un punt mesurat durant un període determinat i es mesura en megavats hora (MWh).
Els mercats de productes bàsics relacionats amb l'energia comercialitzen la producció neta de generació durant diversos intervals, en general en increments de 5, 15 i 60 minuts. Els mercats de productes bàsics relacionats amb l'energia requerits i administrats per (i pagats per) els operadors del mercat per garantir la confiabilitat, es consideren serveis auxiliars i inclouen noms com a reserva giratòria, reserva no giratòria, reserves operatives, reserva receptiva, regulació ascendent, regulació descendent i capacitat instal·lada.
A més, per a la majoria dels principals operadors, existeixen mercats per a la congestió de la transmissió i els derivats de l'electricitat, com els futurs i les opcions d'electricitat, que es negocien activament. Aquests mercats es van desenvolupar com a resultat de la reestructuració dels sistemes d'energia elèctrica a tot el món. Aquest procés s'ha desenvolupat sovint en paral·lel amb la reestructuració dels mercats del gas natural.
Comptador
El principi bàsic de l'oferta no ha canviat molt amb el temps. La quantitat d'energia utilitzada per al consum domèstic, i per tant, l'import que es cobra en la factura elèctrica, es mesura a través d'un comptador de la llum que normalment es col·loca prop de l'entrada d'una llar, per proporcionar un fàcil accés al mateix.
Als clients generalment se'ls carrega una quota de servei mensual, tarifa d'accés o terme de potència (el fix) i els càrrecs addicionals basats en l'energia elèctrica (en kWh) consumida per la llar o negoci durant el mes. Els consumidors comercials i industrials normalment tenen esquemes de preus més complexos. Aquests requereixen mesuradors que quantifiquen l'ús d'energia en intervals de temps (tal com pot ser mitja hora) per imposar càrrecs basats tant en la quantitat d'energia consumida, com en la taxa màxima de consum, és a dir, la demanda màxima, que es mesura en kilovoltampers (kVA).

### Energies renovables
L'energia renovable és energia útil que es recol·lecta de recursos renovables, que es reposen naturalment en una escala de temps humana, incloses fonts neutrals en carboni com la llum solar, el vent, la pluja, les marees, les ones i la calor geotèrmica.

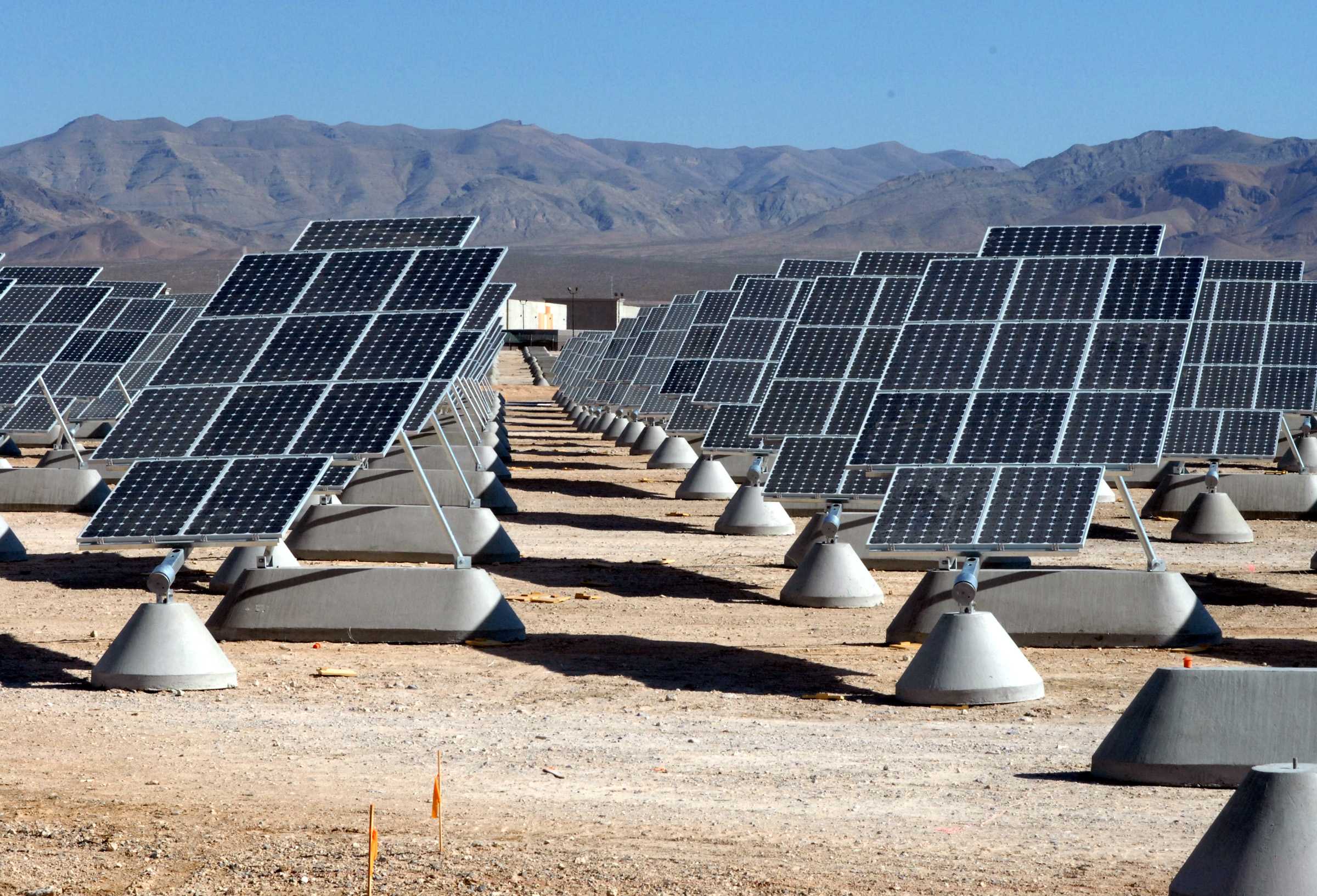
Central fotovoltaica.

L'energia renovable sovint proporciona energia en quatre àrees importants: generació d'electricitat, calefacció / refrigeració d'aire i aigua, transport i serveis energètics rurals (fora de la xarxa) 
Els recursos d'energia renovable i les oportunitats importants per a l'eficiència energètica existeixen en àmplies àrees geogràfiques, en contrast amb altres fonts d'energia, que es concentren en un nombre limitat de països. El ràpid desplegament de l'energia renovable i l'eficiència energètica, i la diversificació tecnològica de les fonts d'energia, donarien com a resultat importants beneficis econòmics i de seguretat energètica.
A nivell nacional, almenys 30 nacions de tot el món ja compten amb energia renovable que contribueix amb més del 20 per cent del subministrament d'energia. Es preveu que els mercats nacionals d'energia renovable segueixin creixent amb força en la propera dècada i més enllà. Almenys dos països, Islàndia i Noruega, ja generen tota la seva electricitat utilitzant energia renovable, i molts altres països s'han fixat l'objectiu d'aconseguir el 100% d'energia renovable en el futur. Almenys 47 nacions de tot el món ja tenen més del 50 per cent de l'electricitat a partir de recursos renovables. Els recursos d'energia renovable existeixen en àmplies àrees geogràfiques, en contrast amb els combustibles fòssils, que es concentren en un nombre limitat de països. El ràpid desplegament de tecnologies d'energia renovable i eficiència energètica està donant com a resultat una seguretat energètica significativa, mitigació del canvi climàtic i beneficis econòmics. En les enquestes internacionals d'opinió pública existeix un fort suport a la promoció de fonts renovables com l'energia solar i l'energia eòlica.

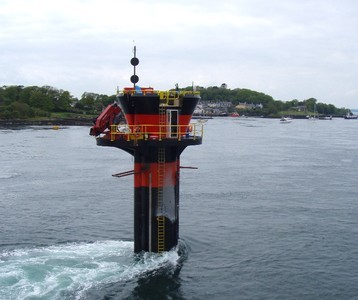
Generador.

Si ben molts projectes d'energia renovable són a gran escala, les tecnologies renovables també són adequades per a àrees rurals i remotes i països en desenvolupament, on l'energia és sovint crucial per al desenvolupament humà. Atès que la majoria de les tecnologies d'energia renovable proporcionen electricitat, el desplegament d'energia renovable sovint s'aplica juntament amb una major electrificació, la qual cosa té diversos beneficis: l'electricitat es pot convertir en calor, es pot convertir en energia mecànica amb alta eficiència i està net en el punt de consum. A més, l'electrificació amb energies renovables és més eficient i, per tant, condueix a reduccions significatives en els requisits d'energia primària.
Per 2040, es preveu que l'energia renovable sigui igual a la generació d'electricitat a força de carbó i gas natural. Diverses jurisdiccions, incloses Dinamarca, Alemanya, l'estat d'Austràlia del Sud i alguns estats dels EUA Han aconseguit una alta integració de les energies renovables variables. Per exemple, en 2015 l'energia eòlica va cobrir el 42% de la demanda d'electricitat a Dinamarca, el 23,2% a Portugal i el 15,5% a Uruguai. Els interconnectors permeten als països equilibrar els sistemes elèctrics en permetre la importació i exportació d'energia renovable. Han sorgit sistemes híbrids innovadors entre països i regions.
1. Energia eòlica
2. Energia hidroelèctrica
3. Energia solar
4. Energia geotèrmica
5. Energia geotèrmica
Hidrogen verd

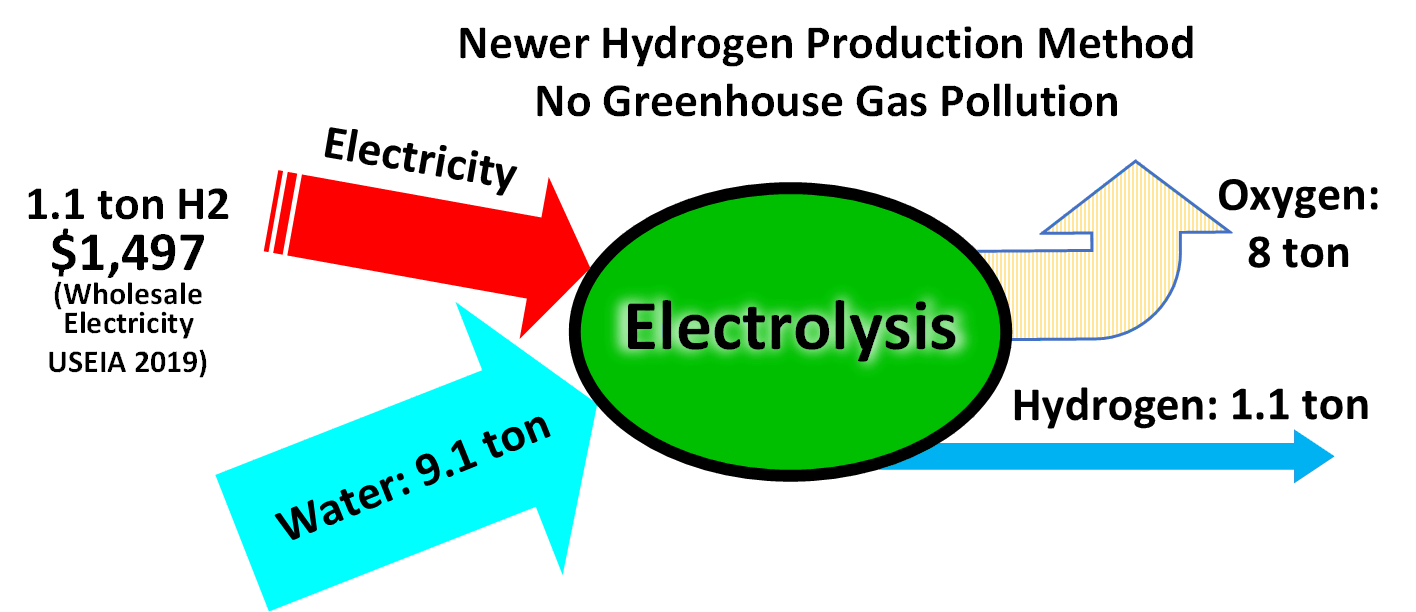
Electròlisis de l'aigua.

Aquesta tecnologia es basa en la generació d'hidrogen, un combustible universal, lleuger i altament reactiu, mitjançant un procés químic conegut com a electròlisi. Aquest mètode utilitza un corrent elèctric per separar l'hidrogen de l'oxigen en l'aigua. Si aquesta electricitat s'obté a partir de fonts renovables, produirem, per tant, energia sense emetre diòxid de carboni a l'atmosfera.
Aquesta font d'energia té els següents avantatges:
- 100% sostenible: l'hidrogen verd no emet gasos contaminants ni durant la combustió ni durant la producció.
- Emmagatzemable: l'hidrogen és fàcil d'emmagatzemar, la qual cosa permet el seu posterior ús per a altres finalitats i en moments diferents als immediatament posteriors a la seva producció.
- Versàtil: l'hidrogen verd pot transformar-se en electricitat o gas sintètic i utilitzar-se per a finalitats domèstiques, comercials, industrials o de mobilitat.
- Transportable: es pot barrejar amb gas natural en proporcions de fins al 20% i viatjar per les mateixes canonades i infraestructura de gas, augmentar aquest percentatge requeriria canviar diferents elements a les xarxes de gas existents per fer-les compatibles.

### Eficiència energètica
L'eficiència d'un sistema en electrònica i enginyeria elèctrica es defineix com la producció de potència útil dividida per la potència elèctrica total consumida (una expressió fraccionària), típicament denotada per la lletra grega eta minúscula (η - ήτα).
Si la producció i l'entrada d'energia s'expressen en les mateixes unitats, l'eficiència és un nombre adimensional. Quan no és habitual o convenient representar l'energia d'entrada i sortida en les mateixes unitats, les quantitats similars a l'eficiència tenen unitats associades. Per exemple, la taxa de calor d'una planta d'energia de combustibles fòssils pot expressar-se en BTU per quilowatt-hora. L'eficàcia lluminosa d'una font de llum expressa la quantitat de llum visible per a una certa quantitat de transferència d'energia i té les unitats de lúmens per watt.

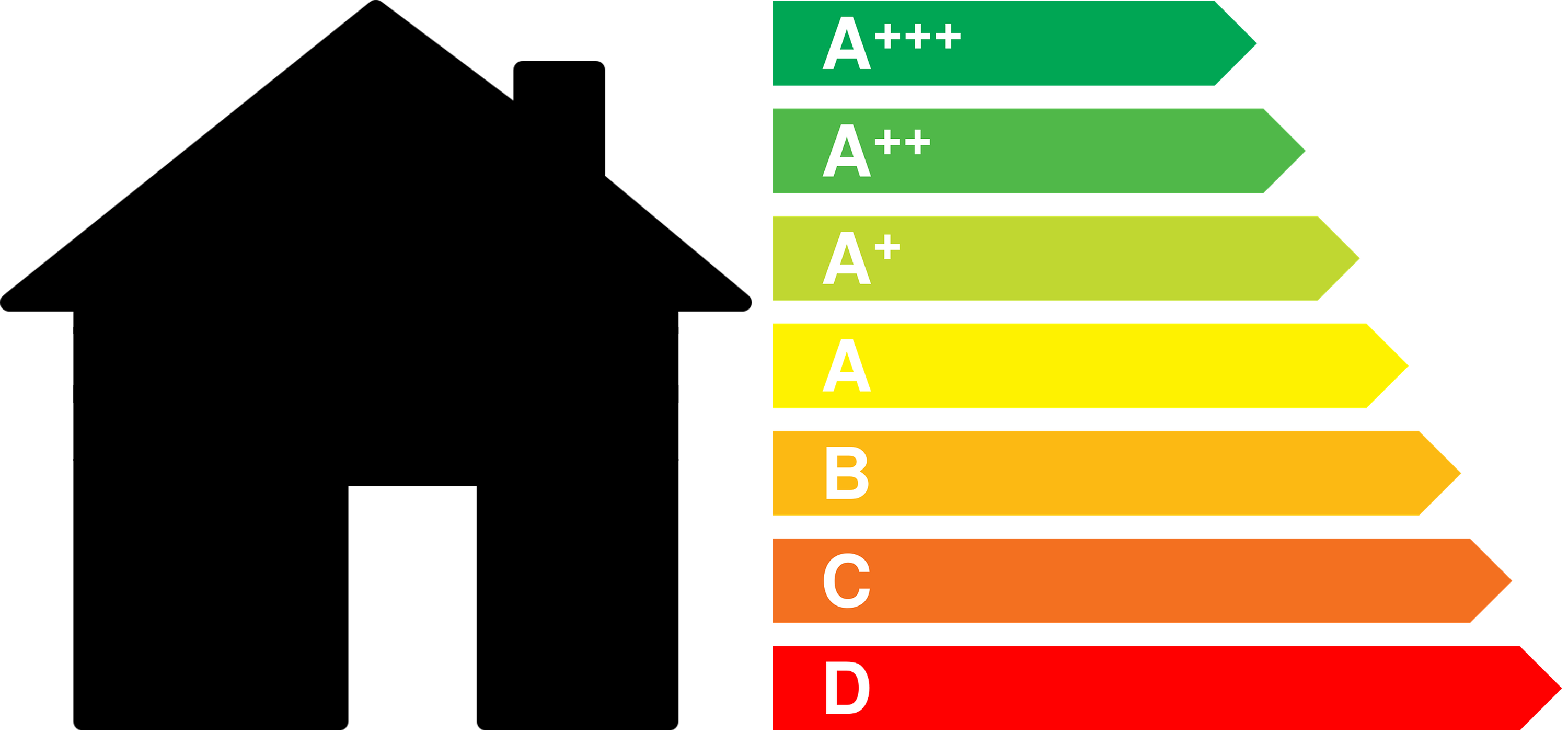

L'eficiència no ha de confondre's amb la efectivitat : un sistema que malgasta la major part de la seva potència d'entrada però produeix exactament el que deu, és efectiu però no eficient. El terme "eficiència" només té sentit en referència a aquest efecte desitjat. Una bombeta, per exemple, pot tenir un 2% d'eficiència en l'emissió de llum i així i tot tenir un 98% d'eficiència en la calefacció d'una habitació (en la pràctica, és gairebé un 100% d'eficiència en la calefacció d'una habitació perquè l'energia de la llum també es convertirà eventualment en calor. a part de la petita fracció que surt per les finestres). Un amplificador electrònic que lliura 10 watts de potència a la seva càrrega (per exemple, un altaveu), mentre que consumir 20 watts d'energia d'una font d'energia és 50% eficient. (10/20 × 100 = 50%)
Eficiència electromecànica:
Comparar el treball realitzat pels sistemes motor-generador amb les entrades d'energia per calcular l'eficiència.
Amb la majoria de les conversions d'energia, es perd una mica d'energia en el procés, per la qual cosa els enginyers milloren l'eficiència energètica dels sistemes electromecànics per reduir el consum d'energia. Fer que els sistemes que inclouen conversions d'energia siguin més eficients pot ajudar a reduir el consum de combustibles fòssils i reduir les emissions de gasos d'efecte hivernacle.
El rendiment, l'eficiència i la confiabilitat significativament millorats s'ofereixen a través del control electrodinàmic intel·ligent en la transferència de força i potència que beneficiés a les aplicacions en tots els sectors d'enginyeria 
Eficàcia lluminosa

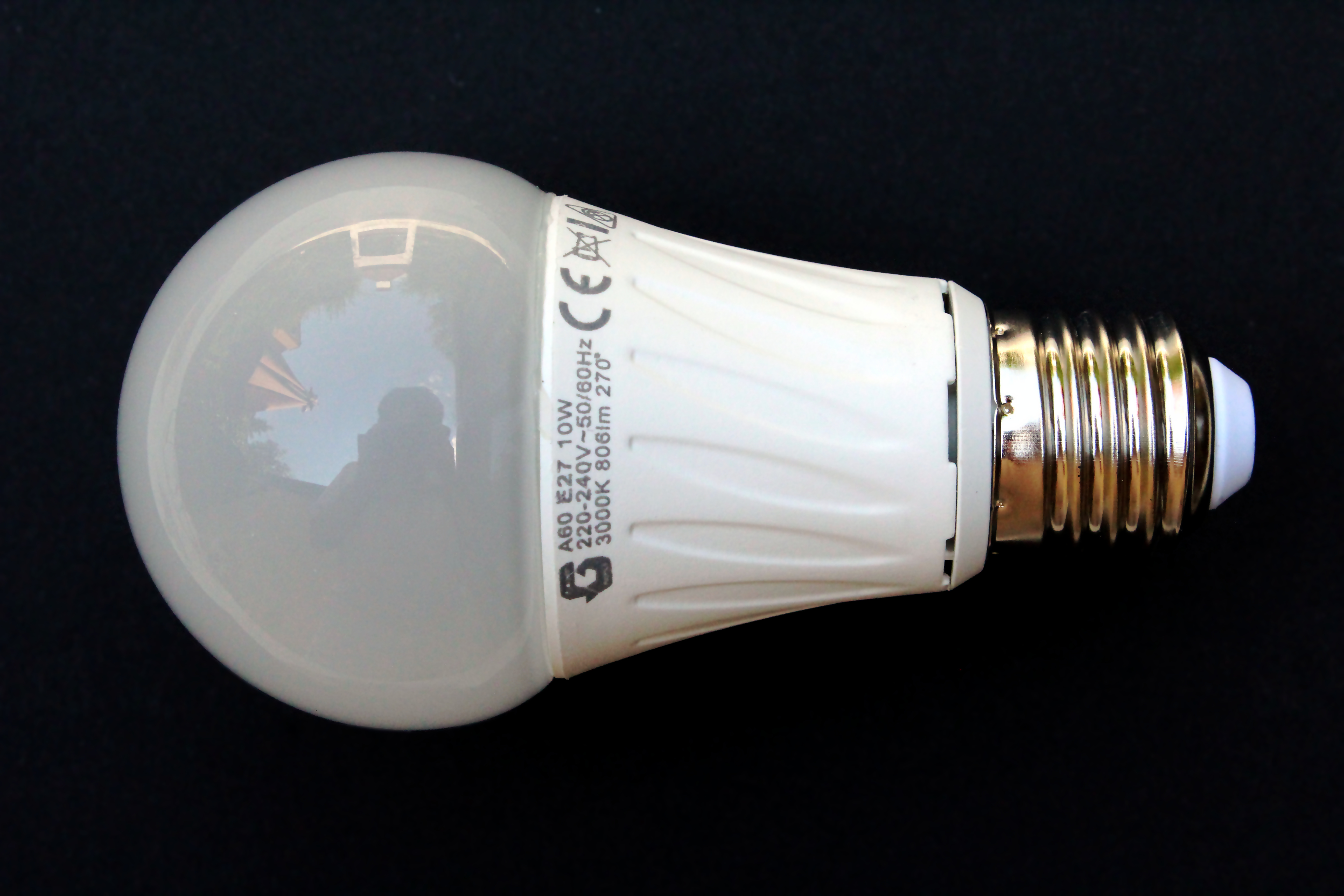

L'eficàcia lluminosa és una mesura de quina tan ben una font de llum produeix llum visible. És la relació entre el flux lluminós i la potència, mesura en lúmens per watt en el Sistema Internacional d'Unitats (SI). Depenent del context, l'energia pot ser el flux radiant de la sortida de la font o pot ser l'energia total (energia elèctrica, energia química o unes altres) consumida per la font. el general, el sentit del terme que es pretén ha d'inferir-se del context i, de vegades, no és clar. El primer sentit de vegades es denomina eficàcia lluminosa de la radiació, i el segon eficàcia lluminosa d'una font o eficàcia lluminosa global.
No totes les longituds d'ona de la llum són igualment visibles, o igualment efectives per estimular la visió humana, a causa de la sensibilitat espectral de l'ull humà ; la radiació en les parts infraroja i ultraviolada de l'espectre és inútil per a la il·luminació. L'eficàcia lluminosa d'una font és el producte de quin tan bé converteix l'energia en radiació electromagnètica i quina tan ben l'ull humà detecta la radiació emesa.
Eficiència d'il·luminació
Les fonts de llum artificial generalment s'avaluen en termes d'eficàcia lluminosa de la font, també anomenada de vegades eficàcia d'endoll de paret. Aquesta és la relació entre el flux lluminós total emès per un dispositiu i la quantitat total d'energia d'entrada (elèctrica, etc.) que consumeix. L'eficàcia lluminosa de la font és una mesura de l'eficiència del dispositiu amb la sortida ajustada per tenir en compte la corba de resposta espectral (la funció de lluminositat). Quan s'expressa en forma adimensional (per exemple, com una fracció de l'eficàcia lluminosa màxima possible), aquest valor pot ser anomenat eficàcia lluminosa d'una font, eficiència lluminosa global o eficiència de la il·luminació.

## Il·luminació artificial
La il·luminació artificial és l'ús deliberat de la llum per aconseguir efectes pràctics o estètics, inclou l'ús de fonts de llum com a llums i artefactes d'il·luminació 
Les llums del carrer s'utilitzen per il·luminar carreteres i passadissos durant la nit. Alguns fabricants estan dissenyant lluminàries led i fotovoltaiques per proporcionar una alternativa energèticament eficient a les lluminàries tradicionals del carrer.
Els reflectores es poden utilitzar per il·luminar les zones de treball o els camps de joc a l'aire lliure durant les hores nocturnes. El tipus més comú de projectors són les llums d'halur metàl·lic i les de sodi d'alta pressió.
Les llums de balisa estan col·locades en la intersecció de dos camins per ajudar en la navegació.

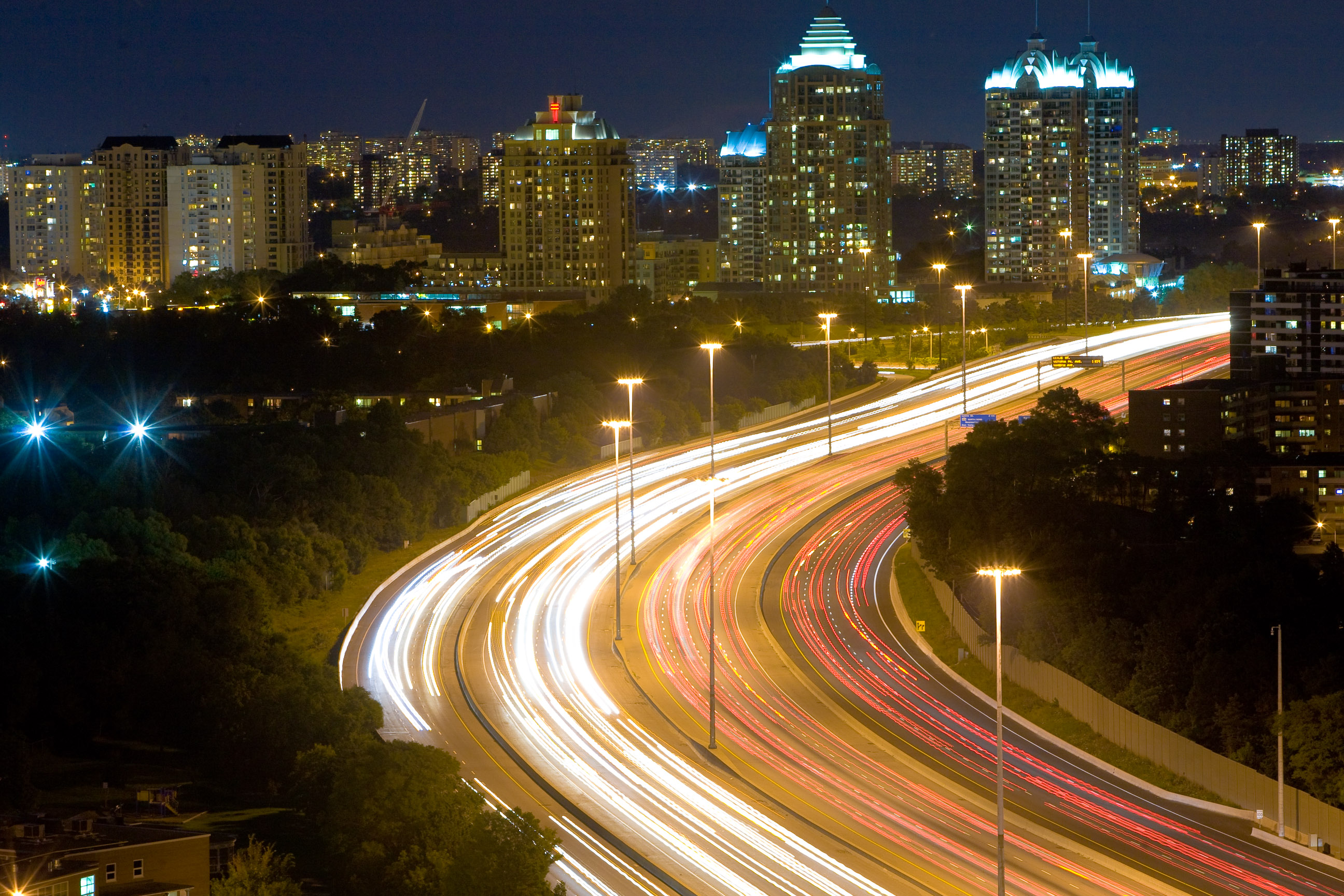

De vegades, la il·luminació de seguretat es pot usar al llarg de carreteres en àrees urbanes o darrere de cases o instal·lacions comercials. Aquestes són llums extremadament brillants que s'usen per dissuadir el crim. Les llums de seguretat poden incloure focus i activar-se amb interruptors PIR que detecten fonts de calor en moviment en la foscor.
Les llums d'entrada es poden usar en l'exterior per il·luminar i assenyalar l'entrada a una propietat. Aquestes llums s'instal·len per motius de seguretat, protecció i decoració.
La il·luminació d'accent subaqüàtica també s'utilitza per a estanys de koi, fonts, piscines i similars.
Els rètols de neó s'utilitzen amb major freqüència per cridar l'atenció en lloc d'il·luminar.
Els sistemes de control d'il·luminació redueixen l'ús i el cost d'energia en ajudar a proporcionar llum solament quan i on es necessita. Els sistemes de control d'il·luminació generalment incorporen l'ús d'horaris, control d'ocupació i control de fotocèl·lules (és a dir, aprofitament de la llum del dia). Alguns sistemes també admeten la resposta a la demanda i atenuaran o apagaran les llums automàticament per aprofitar els incentius dels serveis públics. Els sistemes de control d'il·luminació de vegades s'incorporen en sistemes d'automatització d'edificis més grans.
Els vehicles solen incloure fars i llums posteriors. Els fars són llums blanques o grogues selectives col·locades en la part davantera del vehicle, dissenyades per il·luminar la carretera propera i fer que el vehicle sigui més visible. Molts fabricadors estan recorrent a els fars led com una alternativa energèticament eficient als fars tradicionals.
Els enginyers d'aquesta concentració poden treballar en indústries tals com : productes de consum i tecnologies relacionades, disseny interior / arquitectònic, comerç minorista, entreteniment / teatre, construcció i en empreses de desenvolupament i disseny de tecnologia lumínica.
El seu treball inclou desenvolupar accessoris d'il·luminació, pals i aplicacions físiques (atenció mèdica, paisatge, carreteres) més rendibles per desenvolupar il·luminació personal nova, per dissenyar noves fonts de llum com led. Els consultors d'il·luminació ajuden a les signatures de construcció i arquitectura a aplicar la il·luminació en formes artístiques i estètiques, així com en formes d'eficiència energètica, discretes i fins i tot que milloren la seguretat personal. A més donen manteniment a l'enllumenat, llums, reflectores públics i creen sistemes d'il·luminació.

## Sistemes elèctrics de potència especialitzats
Són sistemes elèctrics de potència diferents a les xarxes elèctriques de consum.

### Sistemes elèctrics de potència d'aeronaus
És una xarxa autònoma de components que generen, transmeten, distribueixen, utilitzen i emmagatzemen energia elèctrica.
Tots els sistemes elèctrics de les aeronaus tenen components amb la capacitat de generar electricitat. Depenent de l'aeronau, s'utilitzen generadors o alternadors per produir electricitat. Aquests solen ser impulsats per motor, però també poden ser impulsats per una APU, un motor hidràulic o una turbina d'aire. La sortida del generador és normalment de 115-120 V / 400 HZ CA, 28 V CC o 14 V CC. L'energia del generador es pot usar sense modificacions o es pot encaminar a través de transformadors, rectificadors o inversors per canviar el voltatge o el tipus de corrent.
La sortida del generador normalment es dirigirà a un o més busos de distribució. Els components individuals s'alimenten des del bus amb protecció de circuit en forma de disjuntor o fusible incorporat en el cablejat.
La sortida del generador també s'utilitza per carregar la (s) bateria (s) de l'aeronau. Les bateries solen ser de tipus emplomo-àcid o NICAD, però les bateries de liti són cada vegada més comuns. S'utilitzen tant per a l'arrencada d'aeronaus com com a font d'energia d'emergència en cas de falla del sistema de generació o distribució.
Solen ser sistemes de voltatge múltiple que utilitzen una combinació de busos de CA i CC per alimentar diversos components de l'aeronau. La generació d'energia primària és normalment CA amb una o més Unitats Rectificadores de Transformador (TRU) proporcionant conversió a voltatge de CC per alimentar els busos de CC. La generació de CA secundària d'una APU generalment es proporciona per a ús en terra quan els motors no estan en funcionament i per a ús aeri en cas de falla d'un component. La generació terciària en forma de motor hidràulic o RAT també pot incorporar-se al sistema per proporcionar redundància en cas de múltiples falles. Els components essencials de CA i CC estan connectats a busos específics i es prenen mesures especials per proporcionar energia a aquests busos en gairebé totes les situacions de falla. En cas que es perdi tota la generació d'energia de CA, s'inclou un inversor estàtic en el sistema perquè el bus de CA essencial es pugui alimentar amb les bateries de l'aeronau.

### Sistemes elèctrics de potència de vehicles terrestres
Són xarxes autònomes de components que generen, transmeten, distribueixen, utilitzen i emmagatzemen energia elèctrica.
Els vehicles de propulsió elèctrica avançada, com els vehicles híbrids-elèctrics, els vehicles elèctrics híbrids endollables, els vehicles elèctrics de cel·la de combustible i els vehicles elèctrics de bateria requereixen electrònica de potència i màquines elèctriques per funcionar.
Inversor principal
Els inversors i convertidors de potència s'utilitzen per invertir el corrent continu (CC) del paquet de bateries HV en corrent altern (CA) per als motors que impulsen el vehicle per la carretera; també converteixen CA en CC per carregar la bateria HV. Amb un tren motriu elèctric, l'inversor controla el motor elèctric d'una manera alguna cosa equivalent a com la Unitat de Control del Motor (ECU) d'un vehicle amb motor de combustió interna de gas o dièsel determina el comportament de conducció del vehicle; també captura l'energia cinètica alliberada a través del frenat regeneratiu i la retroalimenta a la bateria. Com a resultat, l'autonomia del vehicle està directament relacionada amb l'eficiència de l'inversor principal.
Convertidors CC / CC
Els diversos components electrònics d'un automòbil o camió requereixen diferents nivells de voltatge. El requisit més bàsic per a la conversió CC / CC és alimentar les càrregues tradicionals de 12 V. Quan està funcionant un vehicle amb motor de combustió estàndard, un alternador connectat al motor proporciona l'energia per a totes les càrregues elèctriques i també recarrega la bateria. El motor de combustió interna en els HEV pot estar apagat durant períodes perllongats de temps, per la qual cosa no es pot confiar en un alternador per proporcionar energia a les càrregues auxiliars. Un convertidor CC / CC carrega la bateria de 12 V del bus HV, eliminant així l'alternador de 14 V.
Gestió de la bateria
Per alimentar els motors elèctrics, els paquets de bateries grans es componen de centenars de cel·les instal·lades en el vehicle i que produeixen aproximadament 400 V de potència. Els paquets de bateries es gestionen i supervisen mitjançant un sistema de gestió de bateries (BMS) i es carreguen mitjançant un mòdul convertidor AC / DC integrat, amb voltatges que van des de sistemes monofàsics de 110 V a trifàsics de 380 V.
El sistema de gestió de la bateria és un element clau en l'arquitectura general d'HEV i EV. No solament pot estendre la vida útil de la bateria, sinó que també pot estendre el rang possible del vehicle. L'estat de salut (SoH), l'estat de càrrega (SoC) i la profunditat de descàrrega (DoD) de la bateria es controlen constantment. A mesura que les cel·les de la bateria envelleixen, la capacitat de les cel·les individuals canvia i impacta negativament en la capacitat total de la bateria. Afortunadament, els circuits de supervisió de la cel·la permeten l'equilibri de la cel·la durant la càrrega i descàrrega. Si ben el sistema d'energia del vehicle veu el paquet de bateries com una única font d'alt voltatge, el sistema de control de la bateria ha de considerar la condició de cada bateria de forma independent. Si una bateria en una pila té una capacitat lleugerament menor que les altres bateries, després, la seva SoC es desviarà gradualment de la resta de les bateries durant múltiples cicles de càrrega i descàrrega. Quantes més cel·les tingui un paquet en sèrie, major serà la possible diferència en l'estat de càrrega, la impedància i la capacitat que afectin al subministrament d'energia del paquet.
Un sistema de protecció i administració de la bateria a bord controla l'estat de la bateria durant la càrrega i descàrrega per permetre la major durada possible de la bateria. Els dispositius de control de bateria integren tots els components necessaris per al mesurament de voltatge i corrent, aïllament de senyal i control de seguretat. Atès que la majoria dels paquets de bateries EV i HEV ara són formulacions de ions de liti, la protecció i el control de la bateria són una necessitat. Als voltatges operatius més alts experimentats en els vehicles elèctrics, la sobretensió pot ser catastròfica.

### Sistemes elèctrics de potència de vaixells
L'energia a bord es genera utilitzant un motor primari i un alternador que treballen junts. Per a això s'utilitza a bord un generador de corrent altern. El generador funciona segons el principi que quan varia un camp magnètic al voltant d'un conductor, s'indueix un corrent en el conductor.
El generador consta d'un conjunt fix de conductors enrotllats en bobines sobre un nucli de ferro. Això es coneix com estator. Un imant giratori anomenat rotor gira dins d'aquest estator produint un camp magnètic. Aquest camp travessa el conductor, generant un EMF induït o força electromagnètica quan l'entrada mecànica fa que el rotor giri.
Tauler d'interruptors principal que és un recinte metàl·lic que pren l'energia del generador dièsel i la subministra a diferents maquinàries.
Barres col·lectores que actua com a portador i permet la transferència de càrrega d'un punt a un altre. Els disjuntors que actuen com un interruptor i en condicions insegures es poden disparar per evitar avaries i accidents. Fusibles com a dispositiu de seguretat per a maquinària.
Transformadors per pujar o baixar el voltatge. Quan es va a subministrar subministrament al sistema d'il·luminació, s'utilitza un transformador reductor en el sistema de distribució.
En un sistema de distribució d'energia, el voltatge al que funciona el sistema sol ser de 440 volts.
Hi ha algunes instal·lacions grans on el voltatge és tan alt com 6600v.
L'energia se subministra a través de disjuntors a maquinària auxiliar gran a alt voltatge.Per a subministraments més petits s'utilitzen fusibles i disjuntors en miniatura.
El sistema de distribució és de tres cables i pot tenir aïllament neutre o connexió a terra.
El sistema aïllat és més preferit en comparació del sistema connectat a terra perquè durant una falla a terra es pot perdre maquinària essencial, com el mecanisme d'adreça.

### Estacions de càrrega
Una estació de càrrega, també anomenat punt de recarrega elèctrica i equip de subministrament de vehicle elèctric, és una màquina que els subministraments d'energia elèctrica a la càrrega plug-in elèctrica vehicles, inclosos automòbils, vehicles elèctrics del veïnat, camions, autobusos i uns altres.

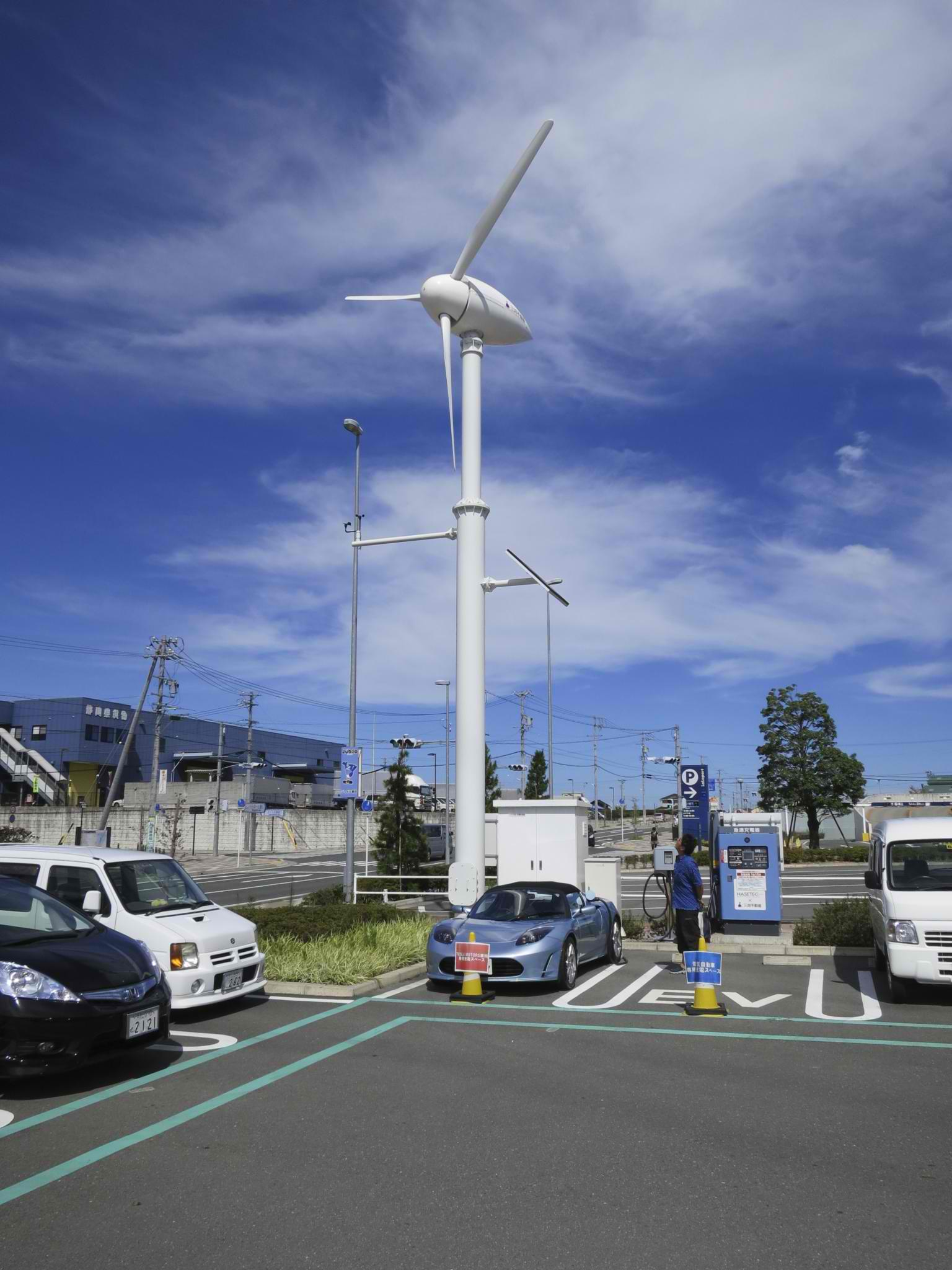
Estació de càrrega amb aerogenerador.

Alguns vehicles elèctrics tenen convertidors a bord que es connecten a una presa de corrent estàndard o una presa de corrent de major voltatge. Uns altres usen estacions de càrrega personalitzades.
Les estacions de càrrega proporcionen connectors que compleixen amb una varietat d'estàndards. Per a una càrrega ràpida de corrent continu comú, els carregadors estan equipats amb diversos adaptadors, com el sistema de càrrega combinat (CCS), CHAdeMO i càrrega ràpida de CA.
Les estacions de càrrega públiques es troben típicament al costat del carrer o en centres comercials minoristes, instal·lacions governamentals i àrees d'estacionament.
Corrent altern (CA)
Les estacions de càrrega de CA connecten els circuits de càrrega a bord del vehicle directament al subministrament de CA.
- Nivell 1 de CA : es connecta directament a una presa de corrent residencial estàndard de 120 V a l'Amèrica del Nord; capaç de subministrar 12-16 A (1,4-1,92 kW) depenent de la capacitat d'un circuit dedicat.
- Nivell 2 de CA : utilitza energia residencial de 240 V o comercial de 208 V per subministrar entre 6 i 80 A (1,4-19,2 kW). Proporciona un augment significatiu de la velocitat de càrrega pel que fa a la càrrega de nivell 1.

Corrent continu (CC)
Comunament anomenada de forma incorrecta Càrrega de nivell 3, la càrrega ràpida de CC es classifica per separat. En la càrrega ràpida de CC, l'energia de la xarxa passa a través d'un inversor de CA / CC abans d'arribar a la bateria del vehicle, sense passar pels circuits de càrrega integrats.
- Nivell 1 de CC: subministra un màxim de 80 kW a 50-1000 V.
- Nivell de CC 2: Subministra un màxim de 400 kW a 50-1000 V.

Els primers dispositius electrònics d'alta potència van ser les vàlvules d'arc de mercuri. En els sistemes moderns, la conversió es realitza amb dispositius de commutació de semiconductors com a díodes, tiristors i transistors de potència com el MOSFET de potència i l'IGBT. A diferència dels sistemes electrònics relacionats amb la transmissió i el processament de senyals i dades, en l'electrònica de potència es processen quantitats substancials d'energia elèctrica. Un convertidor de CA / CC (rectificador) és el dispositiu d'electrònica de potència més típic que es troba en molts dispositius electrònics de consum, per exemple, televisors, ordinadors personals, carregadors de bateries, etc. El rang de potència sol ser de desenes de watts a diversos centenars de watts. En la indústria, una aplicació comuna és el variador de velocitat (VSD) que s'utilitza per controlar un motor d'inducció. El rang de potència dels VSD comença des d'uns pocs centenars de watts i acaba en desenes de megavats.
Els sistemes de conversió de potència es poden classificar segons el tipus de potència d'entrada i sortida
- CA a CC (rectificador)
- DC a AC (inversor)
- CC a CC (convertidor CC a CC)
- CA a CA (convertidor de CA a CA)

## Disseny i desenvolupament de màquines elèctriques

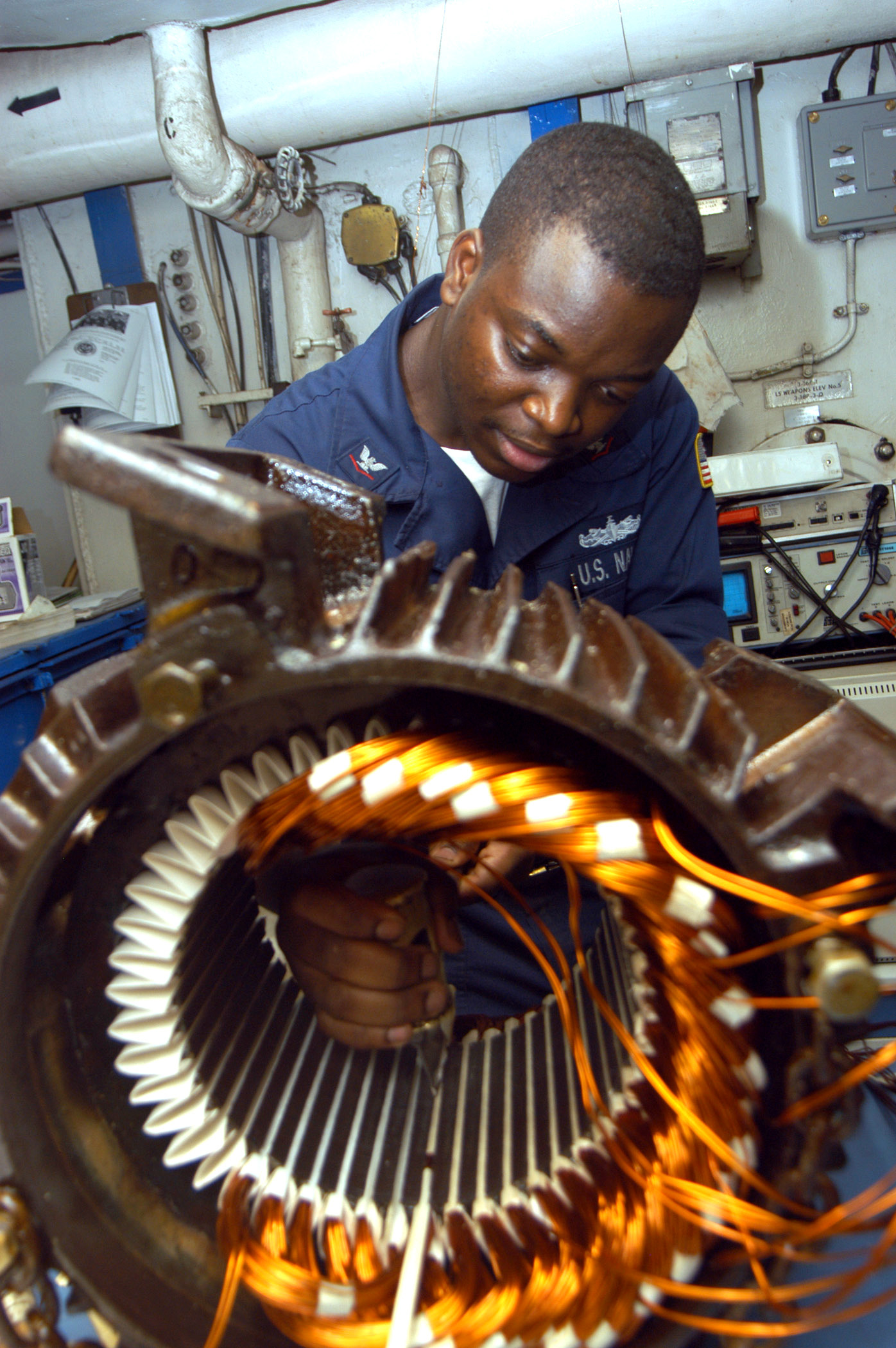
Els motors elèctrics són cada vegada més importants per a la indústria del transport.

La màquina elèctrica és un terme general per a màquines que utilitzen les forces electromagnètiques, tals com a motors elèctrics, generadors elèctrics, transformadors, i uns altres.
El flux magnètic en totes les màquines elèctriques té un paper important en la conversió o transferència d'energia. Camp o debanament magnetitzant de rotació.Les màquines produeixen el flux mentre que el debanament de l'induït subministra energia elèctrica o energia mecànica. En el cas dels transformadors, l'ala primària proveeix la demanda d'energia del secundari.
El disseny bàsic d'una màquina elèctrica implica el dimensionament del circuit magnètic,circuit elèctric, sistema d'aïllament, etc., i es realitza aplicant equacions analítiques. Un dissenyador generalment s'enfronta a una sèrie de problemes pels quals pugues no haver-hi un.solució, però moltes solucions.
Un disseny ha d'assegurar que els productes funcionin d'acord amb els requisits de major eficiència, menor pes de material per a la sortida desitjada, menor augment de temperatura i menor cost. També han de ser fiables i duradors.
Factors a tenir en compte en el disseny de màquines elèctriques:
Els components bàsics de tots els aparells electromagnètics són el camp i els debanaments de l'induït suportat per dielèctric o aïllament, sistema de refrigeració i peces mecàniques. Per tant, els factors a considerar en el disseny són:
1.Circuit magnètic o ruta de flux: ha d'establir la quantitat requerida de flux. Les pèrdues del nucli haurien de ser menors.
2. Circuit elèctric o debanaments: ha d'assegurar-se que s'indueixi la fem requerida sense
complexitat en la disposició de bobinatge. Les pèrdues de coure haurien de ser menors.
3.Aïllament: Ha de garantir una separació sense problemes de les peces de la màquina que operen en potencial diferent i confinar el corrent en els camins prescrits.
4. Sistema de refrigeració o ventilació: ha d'assegurar-se que la màquina funcioni en el temperatura especificada.
5. Parts de la màquina: Han de ser robustes.